# Pandémie de Covid-19 en Algérie
Wikipédia ne donne pas de conseils médicaux ou sanitaires. Cet article est susceptible de contenir des informations obsolètes ou inexactes. Seul un professionnel de la santé est apte à vous fournir un avis médical, et seules les autorités sanitaires de votre pays sont compétentes pour donner des consignes de santé publique relatives à la pandémie de Covid-19.
Pour un article plus général, voir Pandémie de Covid-19.
- 1-9 cas confirmés
- 10-99 cas confirmés
- 100-499 cas confirmés
- 500-999 cas confirmés
- 1000-9999 cas confirmés

La Pandémie de Covid-19 en Algérie se propage à partir du 25 février 2020 lorsqu'un ressortissant italien est testé positif au SARS-CoV-2.
À partir du 1er mars 2020, un foyer de contagion se forme dans la wilaya de Blida, seize membres d'une même famille ont été contaminés par le coronavirus lors d'une fête de mariage à la suite de contacts avec des ressortissants algériens en France. Progressivement, l'épidémie se propage pour toucher toutes les wilayas algériennes. D'autres cas de Covid-19 sont ensuite détectés. Dans ce pays de 44 millions d'habitants il y a eu, au 7 août 2021 selon les chiffres officiels, un total de 180 350 malades, et un total de 4 510 décès ; mais ces chiffres sont largement sous-estimés selon les experts,,.

## Historique

### Première vague

#### Chronologie

##### 2020

###### Février 2020
Le 25 février 2020, le ministre algérien de la Santé, Abderrahmane Benbouzid, a annoncé au journal télévisé le premier cas de Covid-19. Un Italien salarié d'Eni, originaire de Lombardie, l'une des zones les plus touchées en Italie, arrivé le 18 février, sur la base Menzel Ledjmet Est dans la wilaya d'Ouargla, a été confirmé en laboratoire positif au SARS-CoV-2. L'homme a été isolé pendant quatre jours dans la base de vie avant d'être rapatrié en Italie par un vol spécial et les travailleurs ont eux aussi été confinés,,.

###### Mars 2020
Le 1er mars, deux nouveaux cas de Covid-19 confirmés, une femme de 53 ans et sa fille de 24 ans dans la wilaya de Blida, a annoncé le ministère de la Santé.
Le 3 mars, deux nouveaux cas confirmés, ce qui porte à cinq le nombre total de cas confirmés, les deux nouveaux cas sont issus de la même famille, d'un père et d'une fille, et résidaient en France, une enquête est déclenchée pour déterminer l'identité des personnes en contact avec eux.
.

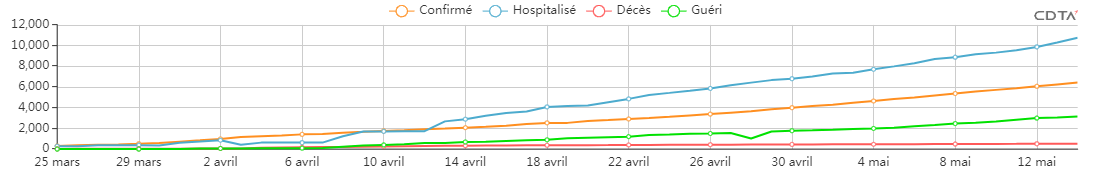
Sources: Centre de Développement des Technologies Avancées,

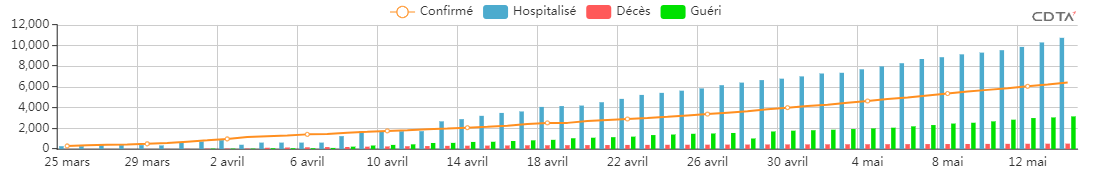
Sources: Centre de Développement des Technologies Avancées,

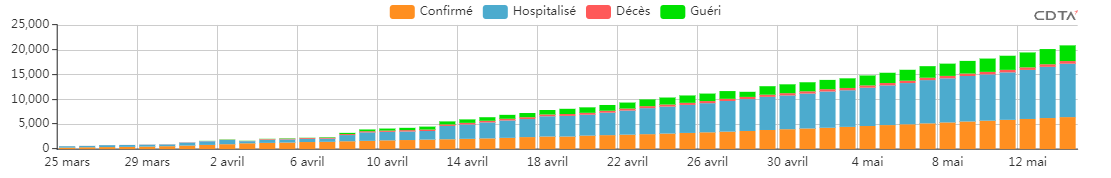
Sources: Centre de Développement des Technologies Avancées,

Le ministère de la Santé a annoncé, le soir du 3 mars, que trois nouveaux cas de Covid-19 ont été enregistrés parmi les membres d'une même famille. Les trois nouveaux cas portent à huit le total des cas d'infection confirmée par le SARS-CoV-2.
Le 4 mars, quatre nouveaux cas confirmés de Covid-19, issues de la même famille, portant le nombre total à 17 cas confirmés.
Le 7 mars, deux nouveau cas confirmés, il s'agit d'un cas enregistré dans la même famille où les cas ont été précédemment confirmés, le deuxième cas est un ressortissant algérien ayant séjourné en Europe, portant le nombre à 19,,.
Le 12 mars, cinq nouveaux cas de Covid-19, dont un décès, âgé de 78 ans et placé en isolement à l'hôpital de Blida. Deux cas ayant séjourné en France, un dans la wilaya de Souk Ahras, l'autre dans la wilaya de Tizi Ouzou et trois dans celle de Blida. Bilan de la soirée, 26 cas confirmés. Un deuxième décès est enregistré dans la wilaya de Skikda, un homme âgé de 55 ans ayant séjourné en France,.
Le 13 mars, un nouveau cas confirmé à Alger, un ressortissant algérien de 36 ans ayant séjourné en France.
Le 14 mars, le ministère de la Santé a annoncé dix nouveaux cas confirmés atteints du Covid-19 et un décès. Il s'agit d'un troisième décès à Blida, une femme âgée de 51 ans. Avec ce nouveau cas, le total des cas enregistrés en Algérie a atteint 37 cas confirmés et 3 décès. Par ailleurs, le ministère a indiqué que 12 cas confirmés ont quitté le confinement après leur guérison,.
Le 15 mars, le Premier ministre Abdelaziz Djerad a affirmé, que 45 cas ont été, à ce jour, confirmés par l'Institut Pasteur d'Algérie,. Le jour même, onze nouveaux cas ont été confirmés, sept cas confirmés dans la wilaya de Blida et dans la wilaya de Blida, une femme âgée de 84 ans, le total des cas enregistrés en Algérie a atteint 48 cas confirmés. Dans la soirée, le bilan est de 54 cas confirmés, dont un premier cas confirmé dans la wilaya d'Adrar,.
Le 16 mars, six nouveaux cas confirmés du Covid-19, il s'agit de deux cas à Alger, un cas dans la wilaya de Bouira, un cas dans la wilaya de Bordj Bou Arreridj, un cas dans la wilaya de Tizi Ouzou et un cas dans la wilaya d'Annaba.
Le 17 mars, un cinquième décès est enregistré dans la wilaya de Blida, une personne âgée de 51 ans, atteinte d'une maladie chronique. Deux nouveaux cas confirmés, premier cas dans la wilaya de Béjaïa et un cas dans la wilaya de Skikda.
Le 18 mars, un sixième décès est enregistré dans la wilaya de Blida, un homme âgé de 62 ans, est décédé le 17 mars. Un autre nouveau décès (7e) dans la wilaya d'El Oued.
Le 19 mars, un nouveau décès est enregistré et dix nouveaux cas confirmés pour atteindre un total de 82 cas confirmés et huit décès. Le même jour, un neuvième décès est enregistré dans la wilaya de Médéa, un homme âgé de 47 ans, il s'agit du judoka, Othmane Tidjani,. Le total des cas confirmés a atteint 90 (49 hommes et 41 femmes), enregistrés dans 17 wilayas, dont les plus touchées sont Blida et Alger. Un dixième décès dans la wilaya d'El Oued, il s'agit de la sœur de la première victime décédée dans la même wilaya.
Le 20 mars, un nouveau décès est enregistré, un dans la wilaya de Tizi Ouzou, une femme âgée de 77 ans.
Le 21 mars, le bilan est de 139 cas confirmés, dont 78 dans la wilaya de Blida, 6 dans la wilaya d'Oran et un premier cas confirmé dans la wilaya de Relizane. 15 décès, dont huit décès dans la wilaya de Blida.
Le 22 mars, le ministre algérien de la Santé, Abderahmane Benbouzid, annonce que « L'Algérie est entrée en phase 3 de l'épidémie du coronavirus et, par conséquent, doit se préparer au pire ». Le bilan du jour, selon la Commission de suivi de l'évolution de l'épidémie, s'élève à 201 cas confirmés et 17 morts. 62 cas confirmés et deux décès supplémentaires par rapport au dernier bilan. Les deux nouveaux décès sont enregistrés, l'un dans la wilaya de Béjaïa, un homme âgé de 82 ans et l'autre dans la wilaya de Khenchela, un homme âgé de 85 ans.
Le 23 mars, le bilan est de 230 cas confirmés et 17 décès, dont 125 cas confirmés dans la wilaya de Blida. 25 wilayas sont touchées par la pandémie en Algérie.
Le 24 mars, le bilan est de 264 cas confirmés et 19 décès, soit 34 nouveaux cas confirmés et deux décès supplémentaires. Les deux nouveaux décès sont enregistrés, l'un dans la wilaya de Tizi Ouzou, un homme âgé de 72 ans et l'autre dans la wilaya de Boumerdès, un homme âgé de 70 ans.
Le 25 mars, 38 nouveaux cas confirmés et deux nouveaux décès. Les deux nouveaux décès sont enregistrés, l'un dans la wilaya de Tipaza, un homme âgé de 45 ans et l'autre dans la wilaya de Constantine, une femme âgée de 58 ans.
Le 26 mars, 65 nouveaux cas confirmés et quatre nouveaux décès sont recensés. Les quatre nouveaux décès sont enregistrés, deux dans la wilaya de Constantine, un homme âgé de 90 ans et une femme de 58 ans, un décès dans la wilaya de Tizi Ouzou, une femme âgée de 53 ans et un décès dans la wilaya de Blida, un chauffeur d'ambulance dans l'hôpital de Boufarik.
Le 27 mars, 42 nouveaux cas confirmés et un nouveau décès sont recensés en 24 heures. Le nouveau décès est enregistré dans la wilaya de Bordj Bou Arreridj, une femme âgée de 71 ans.
Le 28 mars, 45 nouveaux cas confirmés et trois nouveaux décès sont enregistrés en 24 heures. Les trois nouveaux décès sont enregistrés, un à Alger, un homme âgé de 65 ans, un décès dans la wilaya de Médéa, un homme âgé de 84 ans et un décès dans la wilaya de Mostaganem, un homme âgé de 45 ans.
Le 29 mars, 57 nouveaux cas confirmés ainsi que deux nouveaux décès sont recensés. Les deux nouveaux décès sont enregistrés, l'un dans la wilaya de Tizi Ouzou, un homme âgé de 75 ans et l'autre dans la wilaya d'Aïn Defla, un homme âgé de 64 ans

###### Avril 2020
Le 1er avril, 131 nouveaux cas confirmés et 14 nouveaux décès sont enregistrés en 24 heures. Les nouveaux décès sont enregistrés, cinq à Alger, trois dans la wilaya de Blida, un dans la wilaya de Relizane, un dans la wilaya de Ghardaïa, un dans la wilaya d'Oum El Bouaghi, un dans la wilaya de Médéa, un dans la wilaya de Tizi Ouzou, et un dans la wilaya d'Aïn Témouchent.
Le 2 avril, 139 nouveaux cas confirmés et 25 nouveaux décès recensés en 24 heures. Les 25 nouveaux décès sont enregistrés, cinq dans wilaya de Blida, 5 à Alger, quatre dans la wilaya de Sétif, quatre dans la wilaya de Médéa, deux dans la wilaya d'Aïn Defla, un dans la wilaya de Tiaret, un dans la wilaya d'Oum El Bouaghi, un dans la wilaya de Tipasa, un dans la wilaya de Boumerdès et un dans la wilaya de Batna.
Le 3 avril, 185 nouveaux cas confirmés et 22 nouveaux décès sont enregistrés en 24 heures, portant le nombre de cas confirmés à 1 171 et celui des décès à 105.
Le 4 avril, 80 nouveaux cas confirmés et 25 nouveaux décès sont recensés en 24 heures, portant le nombre de cas confirmés à 1 251 et celui des décès à 130.
Le 5 avril, 69 nouveaux cas confirmés et 22 nouveaux décès recensés sont enregistrés en 24 heures. Les 22 nouveaux décès sont recensés, six enregistrés dans la wilaya de Blida, six à Alger, deux dans la wilaya de Bordj Bou Arreridj, un dans la wilaya de Tizi Ouzou, un dans la wilaya de Relizane, un dans la wilaya d'Annaba, un dans la wilaya d'Aïn Defla, un dans la wilaya de Tipaza, un dans wilaya de Chlef, un dans la wilaya de Tébessa et un dans la wilaya d'Adrar.
Le 6 avril, 103 nouveaux cas confirmés et 21 nouveaux décès sont recensés en 24 heures, portant le nombre de cas confirmés à 1 423 et celui des décès à 173. Les 21 nouveaux cas de décès sont enregistrés, six à Alger, trois dans la wilaya d'Oran, deux dans la wilaya de Blida, deux dans la wilaya de Bordj Bou Arreridj, deux dans la wilaya de Tissemsilt, un dans la wilaya de Béjaïa, un dans la wilaya de Jijel, un dans la wilaya de Constantine, un dans la wilaya de Biskra, un dans la wilaya d'Oum El Bouaghi et un dans la wilaya d'Ouargla.
Le 7 avril, 45 nouveaux cas confirmés et 20 décès sont recensés en 24 heures. Les 20 nouveaux décès sont enregistrés, 11 morts dans la wilaya de Blida, deux à Alger, un dans la wilaya de Béjaïa, un dans la wilaya de Tizi Ouzou, un dans la wilaya de Mostaganem, un dans la wilaya de Bordj Bou Arreridj, un dans la wilaya de Sétif, un dans la wilaya de Boumerdès et un dans la wilaya de Batna.
Le 8 avril, 25 nouveaux cas confirmés et 12 nouveaux décès sont enregistrés en 24 heures. Les 12 nouveaux décès sont recensés, cinq dans la wilaya de Blida, trois à Alger, deux décès dans la wilaya de Béjaïa, un dans la wilaya de Tipaza et un dans la wilaya de Constantine.
Le 9 avril, 94 nouveaux cas confirmés et 30 nouveaux décès sont recensés en Algérie, portant le nombre total des cas confirmés à 1 666 et celui des décès à 235.
Le 10 avril, 95 nouveaux cas confirmés et 21 nouveaux décès sont enregistrés en Algérie. Les 21 nouveaux décès sont recensés, six dans la wilaya de Blida, six à Alger, un dans la wilaya de Tizi Ouzou, un dans la wilaya d'Oran, un dans la wilaya de Bouira, un dans la wilaya de Tipaza, un dans la wilaya de Boumerdès, un dans la wilaya de Biskra, un dans la wilaya de M'Sila, un dans la wilaya de Djelfa et un dans la wilaya de Mascara.
Le 11 avril, 64 nouveaux cas confirmés et 19 nouveaux décès sont recensés en Algérie, portant le nombre total à 1 825 cas confirmés et 275 décès.
Le 12 avril, 89 nouveaux cas confirmés et 18 nouveaux décès sont enregistrés en Algérie. Les 18 nouveaux décès sont recensés, sept décès à Alger, cinq dans la wilaya de Blida, deux dans la wilaya de Béjaïa, un dans la wilaya de Boumerdès, un dans la wilaya d'Oran, un dans la wilaya d'El Oued et un dans la wilaya de Mila.
Le 13 avril, 69 nouveaux cas confirmés et 20 nouveaux décès sont recensés en 24 heures. Les 20 nouveaux décès sont enregistrés, quatre à Alger, quatre dans la wilaya de Blida, quatre dans la wilaya de Sidi Bel Abbès, deux dans la wilaya de Constantine, un dans la wilaya de Ghardaïa, un dans la wilaya de Mostaganem, un dans la wilaya de Bordj Bou Arreridj, un dans la wilaya d'Oum El Bouaghi, un dans la wilaya de Mascara et un dans la wilaya de Bouira.
Le 14 avril, 87 nouveaux cas confirmés et 13 nouveaux décès sont enregistrés en Algérie. Les 13 nouveaux décès sont recensés, quatre à Alger, et deux dans la wilaya de Blida, deux dans la wilaya de M'Sila, deux dans la wilaya de Tipaza, un dans la wilaya de Bordj Bou Arreridj, un dans la wilaya de Skikda et un dans la wilaya de Ghardaïa.
Le 15 avril, 90 nouveaux cas confirmés et 10 nouveaux décès sont recensés en 24 heures. Les dix nouveaux décès sont enregistrés, quatre à Alger, deux dans la wilaya de Blida, un dans wilayas d'Oran, un dans la wilaya de Sidi Bel Abbès, un dans la wilaya de Jijel et un dans la wilaya de Constantine.
Le 16 avril, 108 nouveaux cas confirmés et 12 nouveaux décès sont enregistrés en 24 heures. Les 12 nouveaux décès sont recensés, trois dans la wilaya de Blida et trois à Alger, un dans la wilaya de Béjaïa, un dans la wilaya de Khenchela, un dans la wilaya d'Ouargla, un dans la wilaya de Tipaza, un dans la wilaya d'Annaba et un dans la wilaya de Skikda.
Le 17 avril, 150 nouveaux cas confirmés et 16 nouveaux décès sont recensés en Algérie. Les 16 nouveaux décès sont enregistrés, trois à Alger, deux dans la wilaya de Blida, deux dans la wilaya de Tizi-Ouzou, deux dans la wilaya de Bordj Bou Arreridj, un dans la wilaya d'Oran, un dans la wilaya de Béjaïa, un dans la wilaya de Biskra, un dans la wilaya d'Ouargla, un dans la wilaya de Constantine, un dans la wilaya de Sétif et un dans la wilaya de Ghardaïa.
Le 18 avril, 116 nouveaux cas confirmés et trois nouveaux décès sont enregistrés en 24 heures. Les trois nouveaux décès sont recensés dans la wilaya de Blida.
Le 19 avril, 95 nouveaux cas confirmés et huit nouveaux décès sont recensés en 24 heures, portant le nombre total de cas confirmés à 2 629 et celui des décès à 375.
Le 20 avril 2020, 89 nouveaux cas confirmés et neuf nouveaux décès sont enregistrés en 24 heures, portant le nombre total des cas confirmés à 2 718 malades et celui des décès à 384 morts.
Le 21 avril, 93 nouveaux cas confirmés et huit nouveaux décès sont recensés en 24 heures, portant le nombre total de cas confirmés a atteint 2 811 et celui des décès à 392.
Le 22 avril, 99 nouveaux cas confirmés et 10 nouveaux décès sont enregistrés en 24 heures, portant le nombre total de cas confirmés a atteint 2 910 et celui des décès à 402.
Le 23 avril, 97 nouveaux cas confirmés et cinq nouveaux décès sont recensés en 24 heures, portant le nombre total de cas confirmés a atteint 3 007 et celui des décès à 407.
Le 24 avril, 120 nouveaux cas confirmés et huit nouveaux décès sont enregistrés en 24 heures, portant le nombre total de cas confirmés à 3 127 et celui des décès à 415. Les huit nouveaux décès sont recensés, 5 dans la wilaya d'Alger, un dans la wilaya d'Ouargla, un dans la wilaya de Tipaza et un dans la wilaya de Médéa.
Le 25 avril, 129 nouveaux cas confirmés et quatre nouveaux décès sont recensés en 24 heures, portant le nombre total de cas confirmés à 3 256 et celui des décès à 419.
Le 26 avril, 126 nouveaux cas confirmés et six nouveaux décès sont recensés en 24 heures, portant le nombre total de cas confirmés à 3 256 et celui des décès à 425.
Le 27 avril, 135 nouveaux cas confirmés et sept nouveaux décès sont recensés en 24 heures, portant le nombre total de cas confirmés à 3 517 et celui des décès à 432.
Le 28 avril, 132 nouveaux cas confirmés et cinq nouveaux décès sont recensés en 24 heures, portant le nombre total de cas confirmés à 3 649 et celui des décès à 437. Les cinq nouveaux décès sont recensés, 2 dans la wilaya de Tiaret, un dans la wilaya de Tipaza, un dans la wilaya d'Oum-El-Bouaghi et un dans la wilaya d'Annaba.
Le 29 avril, 199 nouveaux cas confirmés et sept nouveaux décès sont recensés en 24 heures, portant le nombre total de cas confirmés à 3 848 et celui des décès à 444. Les sept nouveaux décès sont recensés, 2 dans la wilaya de Bordj Bou Arreridj, 2 dans la wilaya de Sétif, un dans la wilaya de Tipaza, un dans la wilaya d'Adrar et un dans la wilaya d'Ouargla.
Le 30 avril, 158 nouveaux cas confirmés et six nouveaux décès sont recensés en 24 heures, portant le nombre total de cas confirmés à 4 006 et celui des décès à 450. Les six nouveaux décès sont recensés, 3 dans la wilaya d'Alger, 2 dans la wilaya de Sétif et un dans la wilaya de Djelfa.

###### Mai 2020
Le 1er mai, 148 nouveaux cas confirmés et trois nouveaux décès sont recensés en 24 heures, portant le nombre total de cas confirmés à 4 154 et celui des décès à 453.
Au 31 mai, le nombre total de cas confirmés monte à 9 394 et celui des décès à 653.

###### Juin 2020
Le 8 juin, 111 nouveaux cas confirmés et huit nouveaux décès sont recensés en 24 heures, portant le nombre total de cas confirmés à 10 255, le porte-parole de comité scientifique, le docteur Jamel Fourar, indique, lors de son point de presse quotidien, que le total les victimes est passé à 715, avec les 8 nouveaux décès enregistrés au cours les dernières 24 heures,.

###### De juillet à décembre 2020
Le 21 juillet il y avait 1 100 décès et 24 278 cas confirmés en Algérie.
Le 24 août, 398 nouveaux cas confirmés et onze nouveaux décès sont recensés en 24 heures. Le total des cas confirmés s'élève ainsi à 41 858 et celui des décès à 1 446 cas. Au cours du mois d'août il y avait 14 100 nouveaux cas et 300 décès, portant le nombre de cas à 44 494 dont 1 510 décès.
En septembre il y avait 6 874 nouveaux cas et 216 décès, portant le nombre de cas à 51 368 dont 1 726 décès.
Le président Abdelmadjid Tebboune est infecté par la Covid-19. Après une première hospitalisation à l’hôpital militaire d'Aïn Naadja d’Alger, il est transféré le 28 octobre en Allemagne pour des examens médicaux approfondis et un traitement,.
En octobre il y avait 6 574 nouveaux cas et 238 décès, portant le nombre de cas à 57 942 dont 1 964 décès.
En novembre il y a 16 411 nouveaux cas et 325 décès, portant le nombre de cas à 99 610 dont 2 756 décès, à la fin du mois, ce sont 25 257 nouveaux cas et 467 décès, portant le nombre de cas à 83 199 dont 2 431 décès.

###### Localisation des cas en 2020
| Wilayas                                                                            | Date du 1er cas | Cas    | décédés | rétablis |
| ---------------------------------------------------------------------------------- | --------------- | ------ | ------- | -------- |
| Alger                                                                              | 13 mars 2020    | 6 506  | 145     | 261      |
| Blida                                                                              | 1er mars 2020   | 4 435  | 131     | 133      |
| Oran                                                                               | 21 mars 2020    | 4 248  | 22      | 234      |
| Sétif                                                                              | 19 mars 2020    | 3 408  | 61      | 2        |
| Batna                                                                              | 25 mars 2020    | 2 183  | 17      | 0        |
| Béjaïa                                                                             | 17 mars 2020    | 2 139  | 28      | 1        |
| Constantine                                                                        | 22 mars 2020    | 1 765  | 25      | 0        |
| Annaba                                                                             | 17 mars 2020    | 1 530  | 10      | 3        |
| Tipaza                                                                             | 22 mars 2020    | 1 505  | 37      | 0        |
| Tizi Ouzou                                                                         | 12 mars 2020    | 1 497  | 16      | 37       |
| Jijel                                                                              | 22 mars 2020    | 1 467  | 8       | 17       |
| M'Sila                                                                             | 30 mars 2020    | 1 423  | 29      | 14       |
| Tlemcen                                                                            | 23 mars 2020    | 1 405  | 8       | 0        |
| Bouira                                                                             | 16 mars 2020    | 1 394  | 13      | 15       |
| Ouargla                                                                            | 30 mars 2020    | 1 361  | 26      | 1        |
| Biskra                                                                             | 25 mars 2020    | 1 352  | 12      | 2        |
| Djelfa                                                                             | 26 mars 2020    | 1 213  | 11      | 100      |
| Boumerdès                                                                          | 18 mars 2020    | 1 206  | 10      | 1        |
| El Oued                                                                            | 18 mars 2020    | 1 116  | 23      | 0        |
| Tébessa                                                                            | 3 avril 2020    | 1 058  | 24      | 100      |
| Tiaret                                                                             | 2 avril 2020    | 959    | 22      | 0        |
| Médéa                                                                              | 18 mars 2020    | 826    | 19      | 73       |
| Mostaganem                                                                         | 23 mars 2020    | 795    | 4       | 60       |
| Aïn Defla                                                                          | 24 mars 2020    | 777    | 9       | 100      |
| Oum El Bouaghi                                                                     | 25 mars 2020    | 773    | 10      | 162      |
| Aïn Témouchent                                                                     | 23 mars 2020    | 714    | 5       | 0        |
| Laghouat                                                                           | 24 mars 2020    | 701    | 9       | 0        |
| Skikda                                                                             | 12 mars 2020    | 698    | 8       | 3        |
| Adrar                                                                              | 15 mars 2020    | 667    | 8       | 0        |
| Khenchela                                                                          | 20 mars 2020    | 623    | 5       | 0        |
| Guelma                                                                             | 26 mars 2020    | 567    | 1       | 51       |
| Souk Ahras                                                                         | 12 mars 2020    | 487    | 7       | 0        |
| Mila                                                                               | 4 avril 2020    | 475    | 11      | 0        |
| Ghardaïa                                                                           | 26 mars 2020    | 440    | 10      | 0        |
| Tissemsilt                                                                         | 19 mars 2020    | 435    | 5       | 1        |
| Sidi Bel Abbès                                                                     | 23 mars 2020    | 427    | 16      | 0        |
| Bordj Bou Arreridj                                                                 | 16 mars 2020    | 422    | 30      | 107      |
| El Tarf                                                                            | 26 mars 2020    | 356    | 1       | 20       |
| Béchar                                                                             | 3 avril 2020    | 348    | 3       | 0        |
| Mascara                                                                            | 5 mars 2020     | 337    | 12      | 2        |
| Naâma                                                                              | 6 avril 2020    | 264    | 1       | 1        |
| Chlef                                                                              | 23 mars 2020    | 248    | 3       | 0        |
| El Bayadh                                                                          | 6 avril 2020    | 232    | 6       | 15       |
| Relizane                                                                           | 23 mars 2020    | 229    | 3       | 38       |
| Tindouf                                                                            | 1er mai 2020    | 205    | 1       | 0        |
| Tamanrasset                                                                        | 13 avril 2020   | 202    | 4       | 0        |
| Illizi                                                                             | 31 mars 2020    | 140    | 0       | 0        |
| Saïda                                                                              | 10 avril 2020   | 72     | 0       | 0        |
| Total                                                                              |                 | 55 630 | 1 897   | 38 788   |
| Mise à jour le 23 octobre 2020 - Source : Site officiel du ministère de la Santé,. |                 |        |         |          |

##### 2021
Début janvier 2021, l'Algérie franchit la barre des 100 000 cas confirmés.
Au cours du mois 7 637 nouveaux cas et 137 décès, portent le nombre total de cas à 107 247 et celui de décès à 2 893.
En février ce sont 5 753 nouveaux cas et 92 décès, qui portent le nombre total de cas à 113 000 et donnent 2 985 décès.

### Deuxième vague
Le 12 mars 2021, 7 cas du B1.1.7 dans les villes d'Alger et de Blida et 13 cas du B.1.525 dans les wilayas d'Alger, de Tébessa, de Souk Ahras, d'In Salah et d’Ouargla. Le 31 mars, 37 cas du variant B1.1.7 et B.1.525 sont confirmés, le premier variant dans les Wilayas d'Alger, de Blida, de Médéa et d'Ourgla, le deuxième variant, dans les Wilayas d'Alger, de Blida, d'El Oued, de Djelfa, d'In Salah et d'Ouargla.
Le 30 mars, 73 nouveaux cas confirmés et quatre nouveaux décès sont enregistrés en 24 heures. Les quatre nouveaux décès sont recensés, un dans la wilaya de Béjaïa, un homme âgé de 59 ans, un dans la wilaya de Blida, un homme âgé de 69 ans et deux dans la wilaya d'Oran, une femme âgée de 63 ans et un homme de 67 ans.
Le 31 mars, 132 nouveaux cas confirmés et neuf nouveaux décès sont recensés. Les neuf nouveaux décès sont enregistrés, quatre dans la wilaya de Blida, des hommes âgés respectivement de 32, 56, 72 et 73 ans, deux dans la wilaya de Sétif, un dans la wilaya de Bordj Bou Arreridj, un dans la wilaya d'Oran et un dans la wilaya de Tipaza.
En mars 4 192 nouveaux cas et 108 décès, portent le nombre de cas à 117 192 et à 3 093 décès.
Le 7 avril, 70 cas sont annoncés des variantes B1.1.7 et B.1.525 dans plusieurs wilayas. Le 14 avril, 51 nouveaux cas des variants B1.1.7 et B.1.525, dans les villes d'Alger, de Blida, de Djelfa, de Relizane, de Médéa, d’Oran, de Laghouat et de Touggourt, selon l'Institut Pasteur d'Algérie.
Le 15 avril, le gouvernement adopte des mesures dont le prolongement du confinement partiel à domicile pour 15 jours supplémentaires à partir du 16 avril, ainsi que les horaires du couvre-feu ont été réaménagés le 22 avril de minuit à 4h du matin, dans 9 wilayas: Blida, Biskra, Batna, Tébessa, Tizi-Ouzou, Alger, Oran, Sidi Bel Abbes et Jijel.
Le 18 avril, Naïma Ababsa, chanteuse algérienne, décède, à la suite d'un cancer et de complications liées à la Covid-19.
Le rapport du 25 avril fait état de 143 cas du au variant B1.1.7 et de 230 cas du au variant B.1.525, selon la mise à jour du 22 avril du Ministère de la Santé algérienne publiée sur le site de l'OMS.
En avril il y a 5 119 nouveaux cas et 168 décès, portant le nombre de cas à 122 311 dont 3 261 décès.
Le 3 mai, 6 cas du nouveau variant  B.1.617 à Tipaza et 37 cas du au variant B1.1.7 soit 23 cas dans la wilaya d'Alger, 5 cas dans la  wilaya de Blida, 3 cas dans Wilaya de Béjaïa, 1 cas dans la wilaya de Médéa, 1 cas dans la wilaya de Mila, 1 cas dans la wilaya de Constantine et 3 cas dans la Wilaya de M'Sila.
Le 13 mai, 14 cas déclarés au variant B.1.617 dans le Sud de l'Algérie et Tizi Ouzou.
En mai 6 702 nouveaux cas et 211 décès portent le nombre de cas à 129 013 et 3 472 décès.
Au 4 juin 2021, le nombre total de cas est de 130 361, celui de guérisons de 90 767, et celui de décès de 3 504.

#### Chronologie 2021

##### Janvier 2021
Début janvier l'Algérie franchit la barre des 100 000 cas confirmés. Au cours du mois il y avait 7 637 nouveaux cas et 137 décès, portant le nombre de cas à 107 247 dont 2 893 décès.

##### Février 2021
En février il y avait 5 753 nouveaux cas et 92 décès, portant le nombre de cas à 113 000 dont 2 985 décès.

##### Mars 2021
Le 12 mars, 7 cas du B1.1.7 dans les villes d'Alger et de Blida et 13 cas du B.1.525 dans les wilayas d'Alger, de Tebessa, de Souk Ahras, d'In Salah et d’Ouargla. Le 31 mars, 37 cas du variant B1.1.7 et B.1.525 ont été confirmés, le premier variant dans les Wilayas d'Alger, de Blida, de Médéa et d'Ourgla, le deuxième variant, dans les Wilayas d'Alger, de Blida, d'El Oued, de Djelfa, d'In Salah et d'Ouargla.
En mars il y avait 4 192 nouveaux cas et 108 décès, portant le nombre de cas à 117 192 dont 3 093 décès.

##### Avril 2021
Le 7 avril, 70 cas sont annoncés des variantes B1.1.7 et B.1.525 dans plusieurs wilayas. Le 14 avril, 51 nouveaux cas des variants B1.1.7 et B.1.525, dans les villes d'Alger, de Blida, de Djelfa, de Relizane, de Médéa, d’Oran, de Laghouat et de Touggourt, selon l'Institut Pasteur d'Algérie.
Le 15 avril, le gouvernement adopte des mesures dont le prolongment du confinement partiel à domicile pour 15 jours supplémentaires à partir du 16 avril, ainsi que les horaires du couvre-feu ont été réaménagés le 22 avril de minuit à 4h du matin, dans 9 wilayas: Blida, Biskra, Batna, Tébessa, Tizi-Ouzou, Alger, Oran, Sidi Bel Abbes et Jijel.
Le 18 avril, Naïma Ababsa, chanteuse algérienne, décède, à la suite d'un cancer et de complications liées à la Covid-19.
Le rapport du 25 avril fait état de 143 cas du au variant B1.1.7 et de 230 cas du au variant B.1.525, selon la mise à jour du 22 avril du Ministère de la Santé algérienne publiée sur le site de l'OMS.
En avril il y avait 5 119 nouveaux cas et 168 décès, portant le nombre de cas à 122 311 dont 3 261 décès.

##### Mai 2021
Le 2 mai, 211 cas confirmés, 9 décès et 149 guérisons.

### Troisième vague

#### Chronologie
Le 3 mai, 6 cas du nouveau variant  B.1.617 à Tipaza et 37 cas du au variant B1.1.7 soit 23 cas dans la wilaya d’Alger, 5 cas dans la  wilaya de Blida, 3 cas dans wilaya de Bejaia, 1 cas dans la wilaya de Médéa, 1 cas dans la wilaya de Mila, 1 cas dans la wilaya de Constantine et 3 cas dans la wilaya de M’sila .
Le 13 mai, 14 cas déclarés au variant  B.1.617 dans le Sud de l'Algérie et Tizi Ouzou.

##### Juin 2021
Le 21 juin, 225 cas en une journée dont 71 cas au variant alfa et 3 cas dû au variant delta à Alger, l'Algérie enregistre 749 cas depuis juin.
Le 23 juin 2021, 385 cas confirmés, 262 guéris et 9 décès.
Au cours du mois il y a 10 613 nouveaux cas et 244 décès, portant le nombre de cas à 139 626 dont 3 716 décès.

##### Juillet 2021
Durant le mois de juillet, l'Algérie connaît une forte augmentation du nombre de cas enregistrés. Elle dépasse son record avec 1350 nouveaux cas signalés le 23 juillet, atteignant un total de 159 563 cas recensés dans le pays.
La situation se dégrade rapidement. L'institut Pasteur d'Algérie annonce un fort taux d'infections au variant Delta, qui représente 71 % des virus en circulation et dont l'activité est en forte progression.
Le manque d'oxygène ou son absence dans certaines régions, dus à une mauvaise logistique ou à un manque de production, accentue les effets de la crise sanitaire. Le ministre algérien de la Santé annonce la création d’une Cellule nationale pour l’oxygène le 21 juillet. Durant cette même semaine, c'est la société civile qui se mobilise afin d'endiguer la propagation de la pandémie. Des réunions d'urgence sont organisées dans les villages, notamment dans la région kabyle, afin de décider du confinement et du renforcement des mesures sanitaires.
Le 25 juillet, l'hôpital de Setif déplore plusieurs morts pour cause de manque d'oxygène. C'est le cas dans plusieurs centres de soins en Algérie, dont les médecins tirent la sonnette d'alarme et déplorent un manque de moyens et une pénurie d'oxygène. Les malades se retrouvent livrés à eux-mêmes et il revient à leurs proches de leur procurer des respirateurs et des bonbonnes d'oxygène. En outre, selon des professionnels de la Santé, les chiffres officiels du nombre de décès au quotidien annoncés par le ministère algérien de la Santé est loin de refléter la réalité,.
Les collectifs d'aide aux malades ont de leur côté organisé une action « Urgence Algérie COVID-19 » dans le but de récolter des dons et d'aider les hôpitaux, le personnel soignant et les malades en Algérie. Cette action, à laquelle ont participé plusieurs personnalités algériennes, dont Soolking et Numidia Lezoul, a permis de récolter 300 000 euros sur la plateforme de financement participatif Helloasso, avec 10 485 donateurs,.
Au cours du mois il y a 31 766 nouveaux cas et 538 décès, portant le nombre de cas à 171 392 dont 4 254 décès.

##### Août 2021
Au cours du mois il y a 24 688 nouveaux cas et 1 015 décès, portant le nombre de cas à 196 080 dont 5 269 décès.

##### Septembre 2021
Au cours du mois il y a 7 279 nouveaux cas et 543 décès, portant le nombre de cas à 203 359 dont 5 812 décès.

##### Octobre 2021
Au cours du mois il y a 3 093 nouveaux cas et 108 décès, portant le nombre de cas à 206 452 dont 5 920 décès.

##### Novembre 2021
Au cours du mois il y a 4 079 nouveaux cas et 151 décès, portant le nombre de cas à 210 531 dont 6 071 décès.

##### Décembre 2021
Au cours du mois il y a 7 901 nouveaux cas et 205 décès, portant le nombre de cas à 218 432 dont 6 276 décès.

##### Janvier 2022
Au cours du mois il y a 34 342 nouveaux cas et 290 décès, portant le nombre de cas à 250 774 dont 6 566 décès.

##### Février 2022
Au cours du mois il y a 14 081 nouveaux cas et 265 décès, portant le nombre de cas à 264 855 dont 6 831 décès.

##### Mars 2022
Au cours du mois il y a 816 nouveaux cas et 43 décès, portant le nombre de cas à 265 671 dont 6 874 décès.

##### Avril 2022
Au cours du mois il y a 111 nouveaux cas et un décès, portant le nombre de cas à 265 782 dont 6 875 décès.

##### Mai 2022
Au cours du mois il y a 91 nouveaux cas, portant le nombre de cas à 265 873 dont 6 875 décès.

##### Juin 2022
Au cours du mois il y a 214 nouveaux cas, portant le nombre de cas à 266 087 dont 6 875 décès.

##### Juillet 2022
Au cours du mois il y a 1 367 nouveaux cas et un décès, portant le nombre de cas à 267 454 dont 6 876 décès.

##### Août 2022
Au cours du mois il y a 2 850 nouveaux cas et deux décès, portant le nombre de cas à 270 304 dont 6 878 décès.

##### Septembre 2022
Au cours du mois il y a 369 nouveaux cas et un décès, portant le nombre de cas à 270 673 dont 6 879 décès.

##### Octobre 2022
Au cours du mois il y a 165 nouveaux cas et deux décès, portant le nombre de cas à 270 838 dont 6 881 décès.

##### Novembre 2022
Au cours du mois il y a 252 nouveaux cas, portant le nombre de cas à 271 090 dont 6 881 décès.

##### Décembre 2022
Au cours du mois il y a 138 nouveaux cas, portant le nombre de cas à 271 228 dont 6 881 décès.

##### 2023
En 2023 il y a 782 nouveaux cas, portant le nombre de cas à 272 010 dont 6 881 décès.

## Mesures sanitaires

### Limitation des rassemblements
Le 10 mars, le ministre de la Santé, Abderahmane Benbouzid, annonce les instructions du président de la République Abdelmadjid Tebboune, sur l'interdiction des rassemblements sportifs, culturels, politiques, salons et foires. Ainsi que, les matchs de football se dérouleront sans public.
Le président de la République Abdelmadjid Tebboune, dans l'après-midi du 12 mars 2020, a ordonné la fermeture de toutes les écoles (trois cycles d'enseignement : primaire, moyen et secondaire), les universités, les centres de formation professionnelle, ainsi que tous les établissements d'enseignement, à compter du 12 mars jusqu'à la fin des vacances du printemps le 5 avril, à l'exception des facultés où se déroulent des examens de rattrapages,.
Le 17 mars 2020, le ministère des Affaires religieuses et des Wakfs, a ordonné, la fermeture de toutes les mosquées et les lieux de culte sur le territoire algérien et la suspension de toutes les prières collectives jusqu'à nouvel ordre. L'appel à la prière est cependant maintenu.
Le 19 mars, de nouvelles mesures sanitaires ont été prises par le président de la République, Abdelmadjid Tebboune, lors d'une réunion complémentaire à la séance de travail du 17 mars, ordonné la suspension de tous les moyens de transport en commun publics et privés à l'intérieur des villes et inter-wilaya ainsi que le trafic ferroviaire, la démobilisation de 50 % des employés avec maintien du salaire, la démobilisation des femmes travailleuses ayant des enfants en bas âge et la fermeture temporaire des Cafés et restaurants dans les grandes villes. Ces mesures s'appliqueront du 22 mars au 4 avril, prolongeables en fonction de la situation.
Le 30 mars, le ministère de l'Éducation nationale annonce la prolongation des vacances scolaires de printemps au 19 avril 2020.
Le 2 mai 2021, toutes les activités de l'Office national de la Culture et de l’Information sont suspendues.

### Restrictions de voyage
Le 3 février 2020, la compagnie aérienne nationale Air Algérie annonce la suspension de ses vols vers la Chine en raison de l'épidémie du Covid-19.
Le 9 mars, Air Algérie suspend temporairement ses vols à destination de Milan en Italie à partir du 10 mars.
Le 12 mars, l'Algérie et le Maroc conviennent de suspendre temporairement les vols.
Le 13 mars, Air Algérie a décidé de suspendre temporairement tous ses vols de et vers la France au départ des villes de Sétif, Batna, Tlemcen, El Oued, Biskra, Chlef, Béjaïa et Annaba et de les réduire au départ d'Alger, Oran et Constantine à partir du 14 mars au 4 avril 2020, et de suspendre tous ses vols de et vers l'Espagne à compter du 16 mars au 4 avril 2020.
Le 15 mars, le Premier ministre algérien, Abdelaziz Djerad, après concertation avec son homologue français Édouard Philippe, a ordonné la suspension temporaire à partir du 17 mars de toutes les liaisons aériennes et maritimes entre l'Algérie et la France.
Le 16 mars, l'Algérie suspend temporairement les dessertes aériennes de voyageurs à destination ou en provenance de Tunisie, Égypte, États arabes unis, Qatar et Jordanie, applicable à partir du 17 mars 2020.
Le 17 mars, le Premier ministre algérien, Abdelaziz Djerad et son homologue tunisien, Elyes Fakhfakh, ont convenu d'un commun accord de la fermeture de la frontière terrestre entre l'Algérie et la Tunisie. Le jour même, le président de la République, Abdelmadjid Tebboune, ordonne dans un discours à la nation la fermeture de toutes les frontières terrestres avec les pays voisins et la suspension immédiate de toutes les liaisons aériennes et maritimes de et vers l'Algérie.

### Rapatriement des Algériens
Le 17 mars 2020 les autorités algériennes, pour contenir la propagation de l’épidémie, mettent à l’arrêt les avions et les bateaux depuis et vers l'Algérie, laissant des milliers de touristes et d'expatriés désireux de rentrer au pays, bloqués à l'étranger. Le gouvernement lance des vols exceptionnels pour rapatrier les ressortissants algériens. Le 2 février  les membres de la communauté nationale établis dans la province de Wuhan, soit 31 passagers sont rapatriés à bord d'un avion d'Air Algérie. Selon le ministère des Affaires étrangères, une première phase, de mars et juin 2020, permet le rapatriement de 13 841 personnes, ainsi, le 18 mars, des Algériens bloqués en France sont rapatriés. Une seconde phase commencée le 20 juillet, rapatrie  9 000 personnes.

### Isolement des ressortissants algériens rapatriés
Afin d'endiguer la propagation du Covid-19 les autorités algériennes imposent, le 18 mars 2020, un isolement d'une durée de 14 jours aux ressortissants algériens rapatriés dans des centres de confinement avec prise en charge médicale. Quatre établissements du Groupe public Hôtellerie, tourisme et thermalisme (HHT) et plusieurs établissements hôteliers privés ont été mis à la disposition des autorités afin de pouvoir accueillir les 7 515 citoyens rapatriés.

### Création d'une commission et d'un comité de suivi
Une commission nationale de veille et de suivi de l'évolution de l'épidémie du Covid-19 en Algérie, qui regroupe les représentants de plusieurs secteurs, notamment la Santé et la population, l'Industrie pharmaceutique et la Communication et un comité scientifique de suivi de l'évolution de la pandémie du Covid-19 sont créées le 21 mars 2020 en application

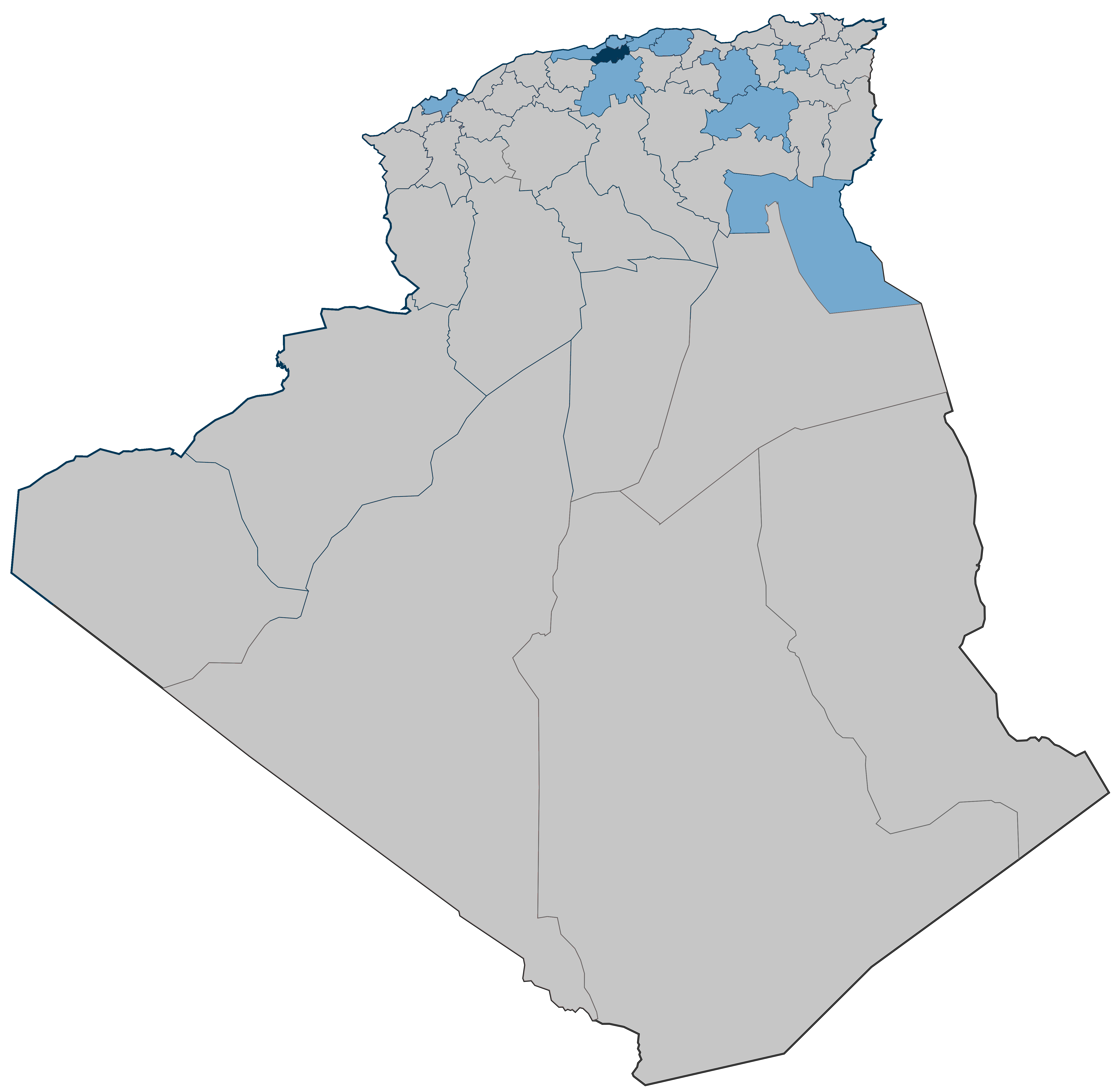
Les wilayas sous confinement total ou partiel en Algérie au 27 mars.
Confinement total
Confinement Partiel

de la décision du président de la République, Abdelmadjid Tebboune. La commission a pour mission de tenir l'opinion publique informée de la situation prévalant dans le pays, la
publication des statistiques relatives à la contagion, ainsi que les mesures et précautions prises pour faire face à cette épidémie. Le comité est présidé par le ministre de la Santé, Abderrahmane Benbouzid et composé de dix autres experts dont des infectiologues et des épidémiologistes.

### Confinement sanitaire
De nouvelles mesures restrictives ont été prises le 23 mars par le président de la République, elles prévoyaient entre autres de mettre la wilaya de Blida en confinement total, à domicile, pour une durée de dix jours, renouvelable, avec l'interdiction de circulation de et vers cette wilaya, un confinement partiel dans la wilaya d'Alger de 19 heures à 7 heures du matin avec interdiction de tout rassemblement de plus de deux personnes, la fermeture des salles de fêtes, de célébrations, de festivités familiales, des cafés, restaurants et magasins, à l'exception de ceux d'alimentation sur l'ensemble du territoire algérien, l'application de la distanciation physique dans tout établissement et lieu recevant le public et l'interdiction de circulation des taxis à travers tout le territoire national.

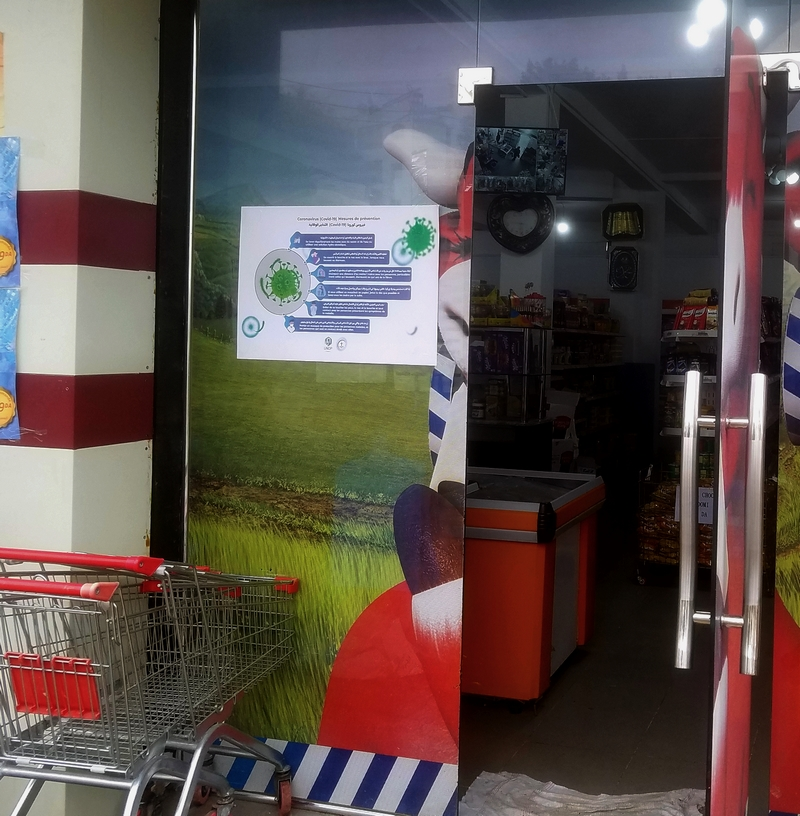
Affiche rappelant les mesures de prévention contre la Covid-19 à l'entrée d'une supérette en Algérie

Le 27 mars, le Premier ministre, Abdelaziz Djerad, annonce, l'extension de la mesure de confinement partiel de 19 heures à 7 heures du matin à neuf autres wilayas à compter du 28 mars 2020, il s'agit des wilayas de Constantine, d'Oran, de Sétif, Tipaza, Tizi Ouzou, Batna, El Oued, Médéa et Boumerdès. Cette mesure a été étendue le 1er avril à quatre nouvelles wilayas, la wilaya de Béjaïa, Aïn Defla, Mostaganem et Bordj Bou Arreridj, elle a pris effet le 2 avril.
Le 4 avril, le confinement partiel de 19 heures à 7 heures est étendu à toutes les wilayas d'Algérie, à l'exception de Blida qui reste soumise à un confinement total. Dans les wilayas d'Alger, Oran, Béjaïa, Sétif, Tizi Ouzou, Tipaza, Tlemcen, Aïn Defla et Médéa, les horaires du confinement partiel ont été élargis de 15 heures à 7 heures du matin. La mesure entre en vigueur le 5 avril et s'applique jusqu'au 19 avril.
Le 18 avril, les services du Premier ministre ont annoncé dans un communiqué que le confinement est prolongé jusqu'au 29 avril.
le 23 avril, la veille du début du mois de ramadan, le Premier ministre Abdelaziz Djerad a annoncé, la levée du confinement total à Blida au profit d'un confinement partiel de 14 heures à 7 heures du matin et son allègement dans neuf autres wilayas dont Alger, de 17 heures (au lieu de 15 heures précédemment) à 7 heures du matin. Deux jours après, le gouvernement autorise la réouverture de certains commerces.
Le 27 avril, les services du Premier ministre ont annoncé dans un communiqué que le confinement est prolongé jusqu'au 14 mai
Le 12 mai, Abdelaziz Djerad, s'exprimant sur les ondes de Radio Oran régionale, annonce la prolongation du confinement de 15 jours à compter du 15 mai.
En novembre 2020 le gouvernement algérien décide de durcir les mesures de confinement dans la plus grande partie du pays en raison de la recrudescence des cas de contamination, avec un couvre-feu étendu de 19 heures à 4 heures.

### Campagnes de prévention

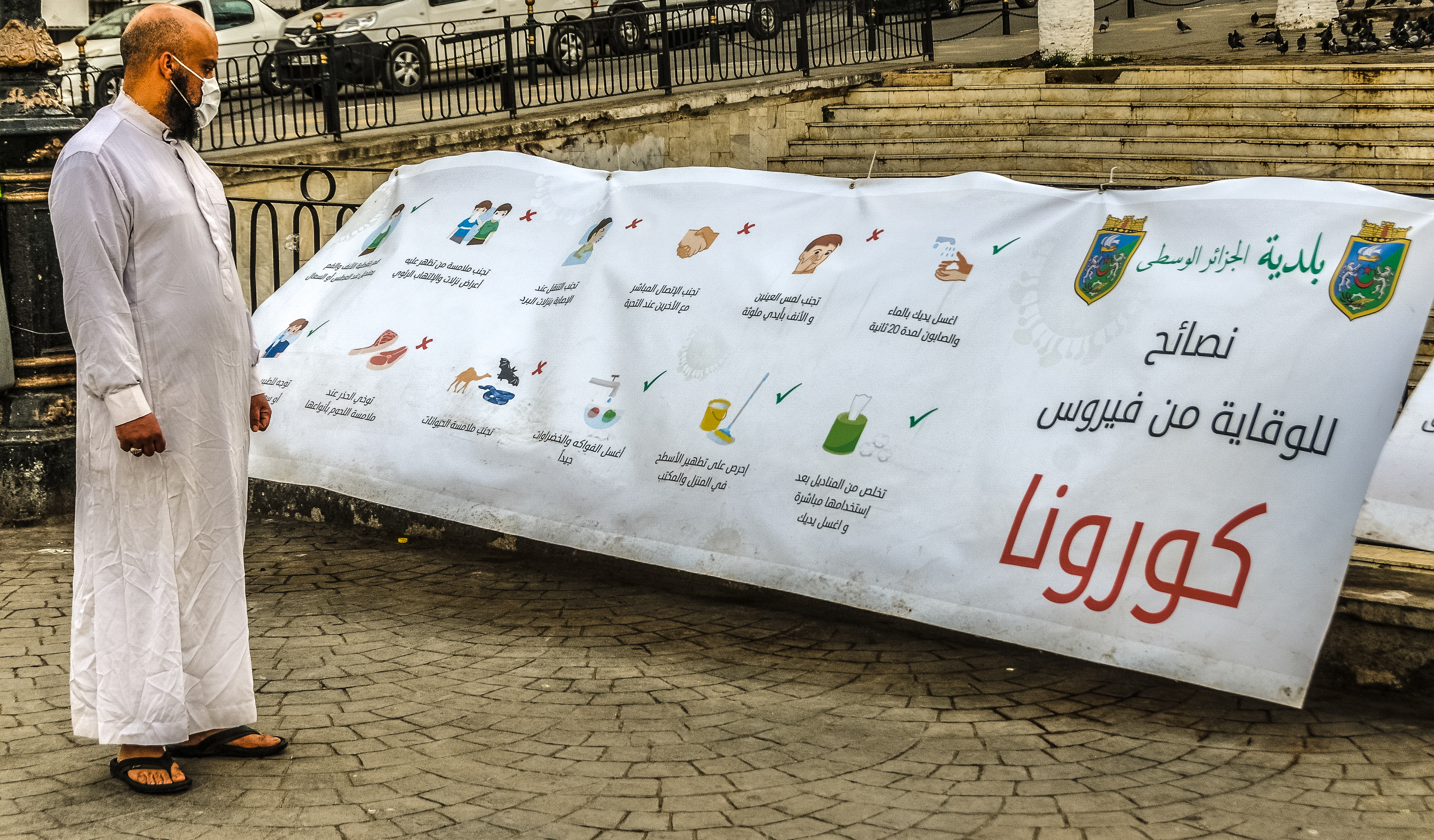
Banderole de sensibilisation à Alger.

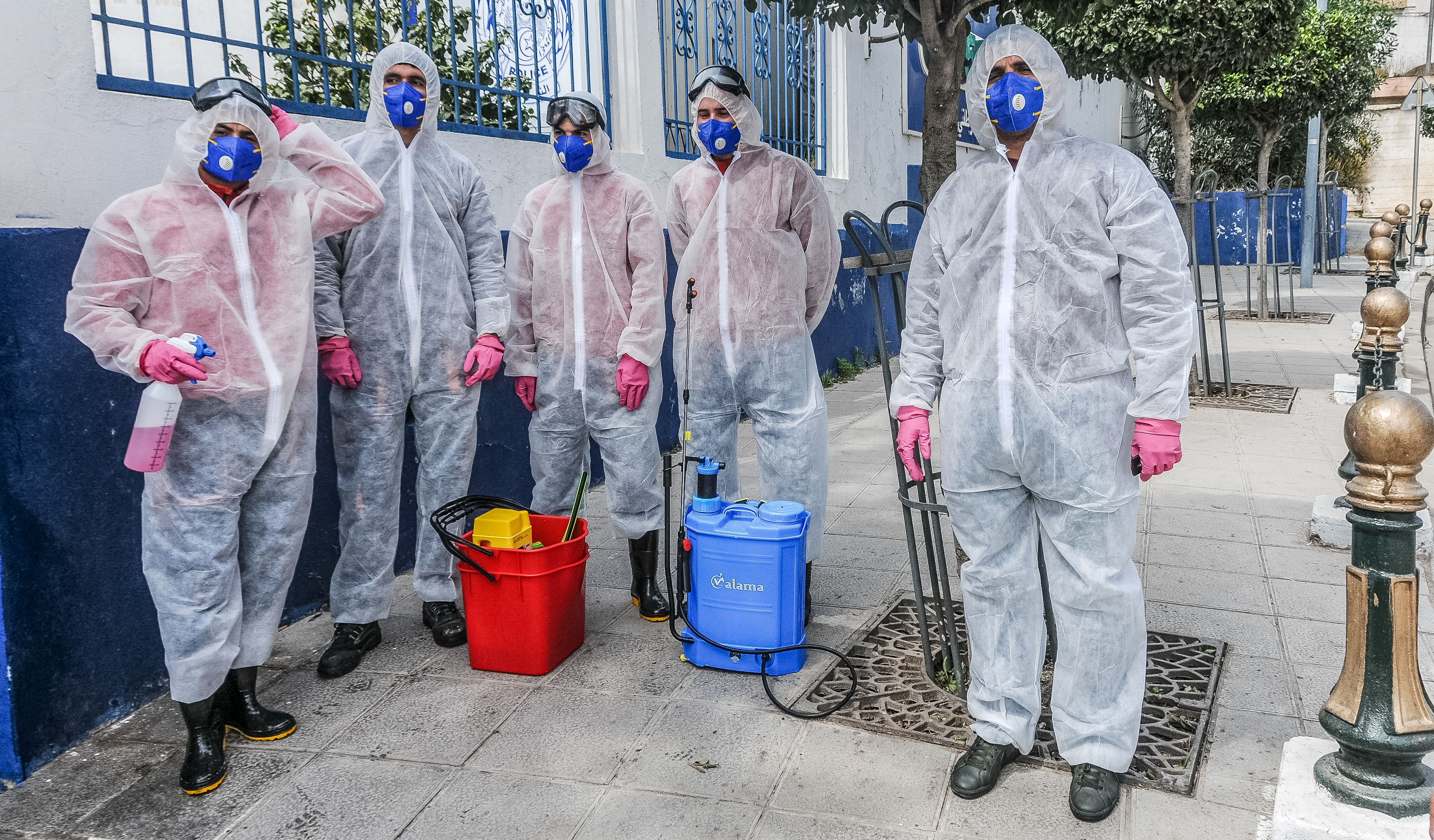
Brigade de désinfection en action.

Pour affronter la propagation du coronavirus, de nombreuses wilayas algériennes ont commencé une opération de désinfection des lieux publics, tous les moyens nécessaires ont été déployés, camions pulvérisateurs et pulvérisateurs manuels, de son côté la Direction générale de la Sûreté nationale a même eu recours aux camions relevant des Unités de maintien de l'ordre afin de désinfecter des rues et des routes dans les quartiers  

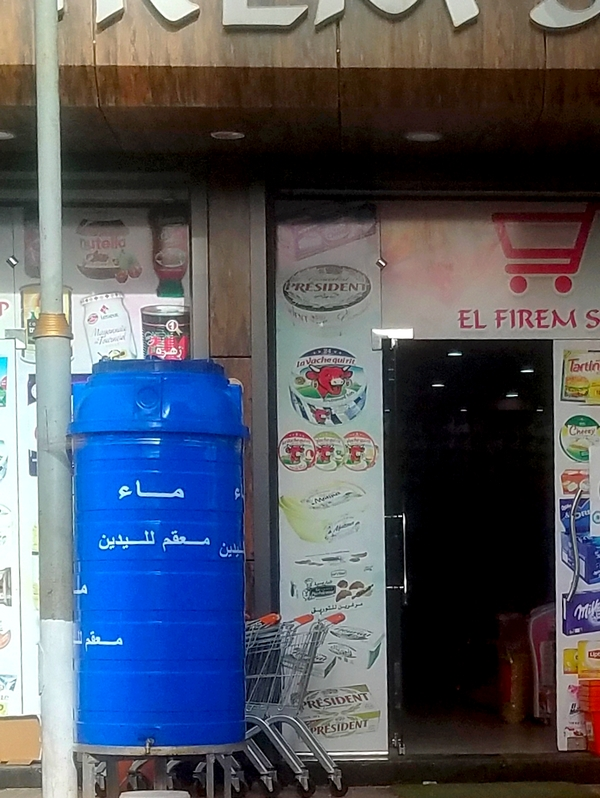
Citerne d'eau javellisée devant une supérette à Chlef en Algérie.

populaires. Des actions citoyennes louables ont également été déclenchées pour faire face à la pandémie, notamment la mise en place de plusieurs citernes d'eau javellisée ainsi que des opérations de désinfection dans les différentes villes et villages du pays.
Le 26 mars, l'Entreprise du port d'Alger a lancé une grande opération de désinfection de l’ensemble de ses infrastructures, en outre, son PDG a indiqué que l'ensemble des marchandises sont dorénavant désinfectées avant leur débarquement.
D'autre part, des campagnes de sensibilisation contre le coronavirus ont été organisées ainsi que des affiches de sensibilisation distribuées et placardées dans les espaces publics afin de sensibiliser les citoyens aux risques du Covid-19 et aux moyens d'y faire face.

### Création d'un pass vaccinal
Par décret présidentiel paru au journal officiel du 29 décembre 2021, un pass vaccinal est créé ; sa présentation est exigée pour « l’accès aux espaces, lieux et édifices affectés à usage collectif ou accueillant du public où se déroulent les cérémonies, fêtes et manifestations d’ordre culturel, sportif ou festif. Il s’agit des stades et lieux de déroulement des manifestations et compétitions sportives,  des salles de sport, infrastructures sportives et piscines, des espaces et lieux accueillant les rencontres, séminaires et conférences, des salles de cinéma, théâtres, musées et espaces et
lieux de spectacles, des espaces et lieux de célébration de cérémonies et évènements à caractère national et local,  des salles, salons et foires d’exposition, des salles des fêtes, des hammams ».

## Conséquences

### Économiques
Les experts s'attendent a une décroissance de plus de 5 % sur l'année 2020 en Algérie. Les recettes liées aux hydrocarbures jusqu'à fin février 2020, prévues à 6 milliards de dollars, ont connu une baisse de 1 milliard de dollars, atteignant ainsi 5 milliards de dollars, principalement en raison des répercussions de la pandémie du Coronavirus qui fait rage sur le marché mondial du pétrole. Les revenus des hydrocarbures représentent 90 % des recettes de l'État algérien. À 30 dollars le baril, 80 % des gisements algériens deviennent non rentables. Selon les dernières estimations de l'OPEP et l'Agence internationale de l'énergie, les revenus des pays exportateurs de Pétrole et de gaz naturel risquent de reculer de « 50 % à 85 % » si la crise économique mondiale dans le contexte de la propagation de la pandémie du coronavirus persiste[réf. nécessaire]. Afin de pouvoir faire face, le gouvernement algérien décide de baisser de 30 % le budget de fonctionnement de l’État et de réduire de 14 à 7 milliards de dollars les charges d’exploitation et les dépenses d’investissement de la compagnie pétrolière nationale, Sonatrach.

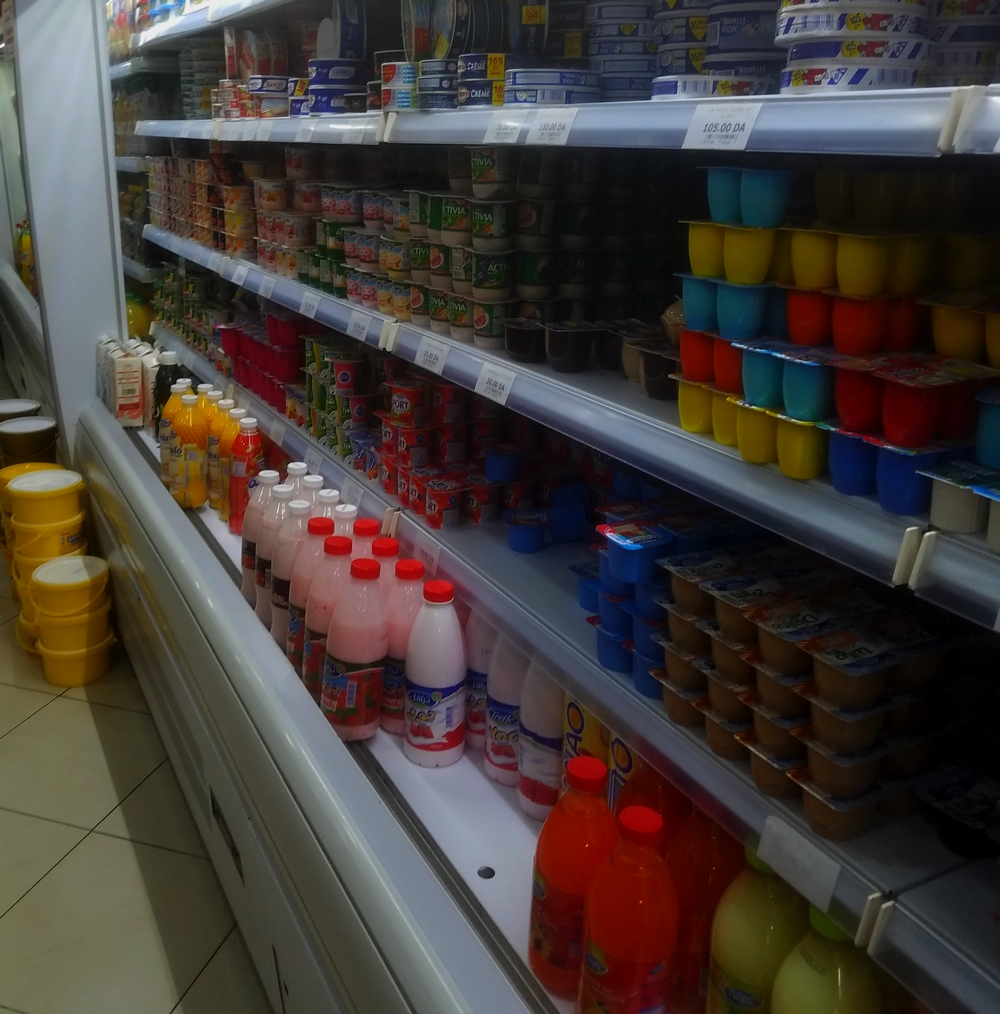
Pas de pénurie dans les commerces alimentaires, Supérette en Algérie le 31 mars 2020.

Sur le volet commercial et depuis le début de l'épidémie en Chine, les sociétés algériennes d'import-export et de distributions subissent des pertes énormes en raison de la dépendance envers les importations provenant de Chine estimées à 25 % du total des importations de l'Algérie soit 8 milliards de dollars. Les secteurs les plus touchés sont la construction et les travaux publics. À son tour, la Société algérienne des foires et exportations (Safex) a annoncé le report de l'ensemble des foires et manifestations programmées pour les mois de mars et avril 2020, il s'agit du Salon international de l’environnement et des énergies renouvelables, le Salon international de l'olive, huile d’olive et dérivés de l'olivier, le Salon international des technologies des ascenseurs et des escaliers mécaniques « Lift Expo », le Games and Comic con Maghreb, le Salon international du tourisme d'Alger et le salon Batimatec destiné aux acteurs des véhicules industriels.
L'activité commerciale de l'entreprise nationale de commercialisation et de distribution de produit pétroliers, Naftal, a reculé de 50 % depuis la deuxième quinzaine de mars, essentiellement dû à la suspension du trafic aérien, où une baisse de 99 % de l'approvisionnement en kérosène a été enregistrée, en matière d'approvisionnement de la flotte maritime la baisse enregistrée varie entre 70 et 75 %.
Coté finances et fiscalités, la Direction générale des Impôts a annoncé le 17 mars 2020, que le dépôt des déclarations et le paiement des droits et taxes sont reportés, ajoutant que cette mesure est exceptionnelle et n'entraînera aucune pénalité de retard.
Sur le plan socio-économique, les prix des légumes et fruits ont connu depuis le 17 mars une forte augmentation à la suite de la propagation rapide du coronavirus dans le pays, suivi d'une pénurie de semoule (blé dur) et de farine (blé tendre) enregistrée, à partir du 24 mars, dans les locaux commerciaux et les grandes surfaces d’alimentation à travers le territoire national en raison de la grande affluence des citoyens.
Abdelmadjid Tebboune déclare le 8 août 2021 que l'Algérie a dépensé environ 3 milliards USD pour l’acquisition des matériels, vaccins et médicaments essentiels à la lutte anti-covid-19.

### Médicales

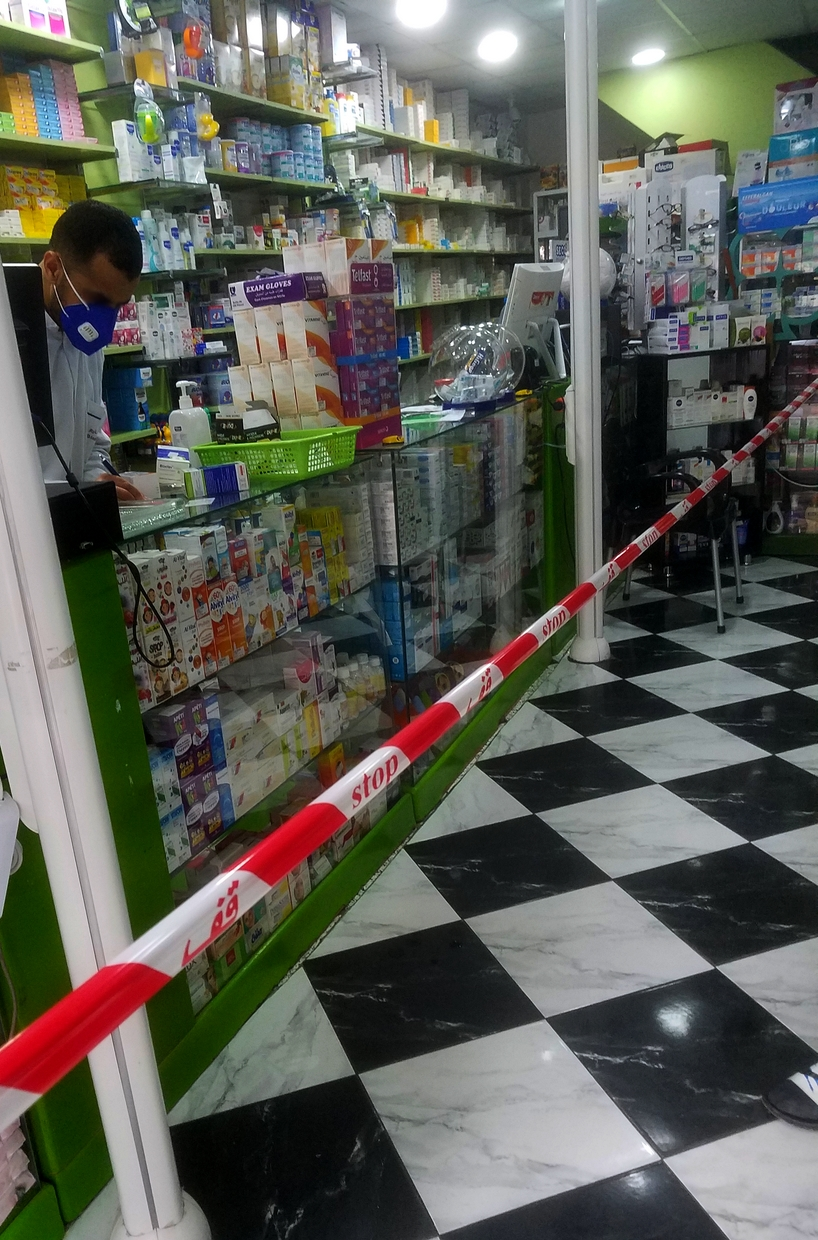
Application des mesures de prévention contre la Covid-19 dans une pharmacie en Algérie (Distanciation physique et port de masques)

Avec l'augmentation du nombre des cas confirmés de Covid-19, le sentiment d'angoisse collective et de panique s'est installé au milieu des citoyens, provoquant une hausse importante de la demande en masques, bavettes et gels hydro-alcooliques, causant ainsi une pénurie due à la rupture de stock de ces produits au niveau des officines. Obligés par le manque en matière de moyens nécessaires de protection, plusieurs médecins libéraux et laboratoires d'analyses médicales ont décidé de suspendre leurs activités.
Le 1er mars, le gouvernement a interdit aux fabricants locaux de masques de protection l'exportation de leurs productions, au mépris d'une demande nationale éventuelle. Le ministre délégué à l’industrie pharmaceutique a déclaré le 21 mars, lors de son passage à la télévision publique que l'Algérie dispose d'un stock de 45 millions d'unités de masques de protection, dont une partie a été épuisée depuis le début de la pandémie en Algérie, le nombre atteindra les 50 millions d'unités avec l'importation de 15 millions d'unités et la production locale de 11 millions d'unités.
Face à cette situation, plusieurs entreprises publiques et privées ont doublé leurs capacités de production en produits de désinfection afin répondre à la demande des entreprises de santé, des pharmacies et des citoyens.
Le 21 mars 2020, le chef de service de psychiatrie adulte à l'hôpital Frantz Fanon de Blida, wilaya la plus touchée par la pandémie en Algérie, affirme que le personnel paramédical du service de réanimation de cet hôpital avait fait grève pendant sept heures pour protester contre le manque terrible des moyens de protection (masques de protection, gants médicaux, solutions hydroalcooliques et blouses jetables). Le 22 mars, le président ordonne de débloquer un montant de 100 millions de dollars pour accélérer l’importation de tous les produits pharmaceutiques, les tenues de protection et les tests en nombre suffisant aux médecins, infirmières et professionnels de la Santé pour faire face à la propagation du coronavirus en Algérie.

### Politiques
La séance plénière consacrée à l'élection du représentant du bureau du Conseil de la nation au Conseil constitutionnel prévue le 18 mars et la séance consacrée aux questions orales destinées aux membres du gouvernement prévue pour le 19 mars ont été reportées à des dates indéterminées.
D'autres événements politiques ont également été reportés à l'image du Sommet arabe prévu le 30 mars à Alger.

### Sports
Le 5 mars, la Confédération africaine de handball (CAHB) décide de reporter deux compétitions internationales à savoir la Supercoupe d'Afrique et le Championnat d'Afrique des clubs champions, prévues entre le 1er et 13 avril à la Salle Harcha Hassen à Alger.
Le ministre des Sports, Sid Ali Khaldi, décide qu'à partir du 10 mars 2020, toutes les compétitions sportives nationales se dérouleront à huis clos jusqu’au 31 mars, ainsi que le report des événements sportifs internationaux prévus en Algérie, excepté les qualifications aux compétitions internationales, continentales et régionales.
Le 15 mars 2020, le ministère de la Jeunesse et des Sports annonce la suspension de toutes les manifestations sportives (championnats et coupes), toutes disciplines confondues, et la fermeture de toutes les infrastructures sportives, de jeunesse et de loisirs, jusqu'au 5 avril.
Le 28 mars, Le président de la Confédération africaine d'athlétisme a annoncé que les championnats d'Afrique d'athlétisme Initialement prévus du 24 au 28 juin 2020 à Alger, ont été décalés entre mai-juin 2021, en raison de la propagation du Covid-19.
Les Jeux méditerranéens de 2021, prévus entre le 25 juin et le 5 juillet 2021 à Oran, ont également été reportés à 2022, sur la demande du Comité international des Jeux méditerranéens, l'information a été annoncée par le ministre de la Jeunesse et des Sports algérien le 31 mars 2020.

### Tourisme
La fermeture des 3 500 agences de voyages que compte l'Algérie, à la suite de la fermeture de l'espace aérien et l'instauration du confinement a occasionné des pertes colossales au secteur et la mise au chômage technique de plus de 150 000 travailleurs en hébergement et restauration. Selon le consultant en tourisme durable, Mohamed Bourad, la pandémie a paralysé le secteur des voyages à 100 %, avec des annulations de billetterie et des forfaits réservations dans l'outgoing et le coming, surtout pour la destination Sahara.
50 % des programmes touristiques vers la Tunisie, le Maroc et plusieurs pays européens et asiatiques ont été annulés par les agences de tourisme et de voyage, après la propagation du coronavirus dans le monde.

### Transports
Dans le transport aérien, la compagnie aérienne nationale Air Algérie avait annoncé, le 18 mars 2020, la suspension de tous les vols internationaux, suivi d'une suspension des vols intérieurs quatre jours plus tard, la quasi-totalité de la flotte aérienne de la compagnie est clouée au sol. Selon l'Association des compagnies aériennes africaines (Afraa) dont Air Algérie est membre, 95 % de la flotte aérienne africaine est immobilisée en raison de la pandémie, à l'exception des vols d’avions-cargos, les réservations internationales de vols sont en chute libre en Afrique enregistrant une baisse d’environ 20 % en mars et avril 2020 tandis que les réservations domestiques ont baissé d’environ 15 % en mars et de 25 % en avril. Les compagnies aériennes africaines avaient perdu 4,4 milliards de dollars de revenus au 11 mars 2020, les pertes du secteur en Afrique seront colossales estime l'Association internationale du transport aérien. Cependant, les compagnies aériennes dont l'État est actionnaire, auront plus de chances de survivre, à l'image d'Air Algérie, mais aussi d'Air France, Tunisair, Royal Air Maroc, Alitalia et bien d’autres, explique l'expert en aéronautique Nasser Skalli Housseini.

### Réseau internet
Le confinement des Algériens face à l'épidémie de Covid-19 entraîne un encombrement des réseaux internet, certains experts estiment que si la consommation continue d'augmenter encore, il y a, à terme, un risque de surchauffe. Le 26 mars, le PDG d'Algérie Télécom révèle que l'utilisation de la capacité en bande passante dédiée à Google a augmenté de 30 %, de Netflix (30 %) et de Facebook (23 %), et que le pic d'utilisation d'internet dans le pays était de 4 heures (à partir de 21h00) avant le confinement, désormais il est de 10 heures (à partir de 16h00).
Depuis l'instauration des mesures de confinement en Italie, l'interconnexion entre l'Algérie et ce pays sur la partie Facebook s'est arrêtée car les serveurs italiens sont saturés. La connexion ne se faisait que depuis Marseille.

### Liberté de la presse et liberté d'opinion
Le 22 mars 2020, le président de la République, Abdelmadjid Tebboune, ordonne que toutes les mesures soient prises « pour interdire la diffusion de toutes statistiques sur la situation des cas atteints du Coronavirus à travers le pays, en dehors du ministère de la Santé, de la population et de la réforme hospitalière », celui-ci étant « l’unique instance habilitée à le faire en coordination avec le ministère de la Communication ». Il s'insurge contre « les plumes et voix qui s’élèvent uniquement pour verser dans l’alarmisme, semer le doute et saper le moral du citoyen ».
Dans le contexte de la pandémie, trois journalistes de la publication Sawt Al Ahrar sont placés sous contrôle judiciaire le 2 avril 2020 pour « atteinte à l’unité nationale et diffusion de publications pouvant porter atteinte à l’intérêt national ». Le 6 avril, le ministre de la Communication Ammar Belhimer indique que les professionnels de la presse, au même titre que les autres citoyens, sont concernés par les mesures de confinement décidées par le gouvernement, précisant que celui-ci pourrait faire preuve d'une certaine « flexibilité en cas de situation exceptionnelle qui susciterait l'intérêt médiatique et justifierait la nécessité d'informer ».
Le 9 avril, Belaïd Mohand-Oussaïd, porte-parole de la présidence, demande aux médias de ne pas « brosser un tableau noir de la situation », et de « changer la mentalité consistant à rechercher le scoop et le sensationnel aux dépens des malheurs des citoyens », qualifiant cette situation d’« inacceptable ». Devant les critiques relatives à des pressions sur les journalistes, il a précisé que « la liberté d’expression est préservée par la Constitution tant qu’elle est respectueuse des lois. Une fois sortie de ce cadre, elle est du ressort de la justice ».
Le 18 mai 2020, un homme est condamné à un an de prison ferme, par le tribunal d'El Aouinet pour « une publication où il critiquait la gestion par le Président de la pandémie du coronavirus ». Il était poursuivi pour « publication Facebook pouvant porter atteinte à l’unité nationale ».
Le 6 juillet 2020, le sociologue Farès Cherefeddine Choukri est interpellé à son domicile pour être présenté au procureur de la république, après avoir dénoncé sur les réseaux sociaux les conditions « déplorables » de prise en charge des malades du coronavirus à l'hôpital de Biskra. Accusé de « diffamation et d’atteinte à l’encontre d’institutions et de personnes dépositaires de l’autorité publique », il est remis en liberté le 9 juillet dans l'attente de son procès.
Le mercredi 8 juillet 2020, 26 manifestants sont interpellés pour s'être rassemblés devant l'hôpital de Biskra lors de la visite du ministre de la Santé, après avoir déroulé des banderoles dénonçant les mauvaises conditions imposées aux malades. Sept d’entre eux, poursuivis pour « rassemblement et attroupement sur la voie publique sans autorisation et tentative de troubles à l’ordre public » et dont l'un s’était introduit pour filmer des malades gisant sur le sol au milieu d’immondices et dont la vidéo a été largement diffusée sur les réseaux sociaux, ont été placés sous contrôle judiciaire, les autres étant relâchés.
Le 11 juillet, le ministre de la Communication met en garde « contre la désinformation et le discours alarmiste de certains médias dans le traitement des informations relatives à la pandémie de coronavirus ». Il rappelle que la loi prévoit des sanctions contre « quiconque volontairement diffuse ou propage, par tout moyen, dans le public des nouvelles ou informations, fausses ou calomnieuses, susceptibles de porter atteinte à la sécurité ou à l’ordre public, compte tenu de l’effroi qu’ils sèment au sein des citoyens et du climat d’insécurité qu’ils génèrent dans la société ».

## Système de santé algérien
D'après le « Global Health Security index » publié en 2019, notant les pays selon leur capacité à faire face aux crises sanitaires d’ampleur internationale, l'Algérie est considérée comme l'un des pays les « moins préparés » et arrive à la 173e place du classement général qui compte 194 pays.
La revue The Lancet avait quant à elle publié le 20 février 2020 une étude qualifiant l'Algérie parmi les trois pays africains les plus à risque de voir surgir des cas d'infections au Covid-19 en compagnie de l'Afrique du Sud et de l'Égypte, cependant les trois pays restent les moins vulnérables car leurs systèmes de santé sont les mieux préparés du continent.
Selon les déclarations du ministre de la Santé lors de son passage sur les ondes de la Radio algérienne chaîne III le 16 mars, l'Algérie disposait de plus de 400 lits de réanimation. Trois jours plus tard le même responsable s'explique davantage concernant le nombre avancé en soulignant que la capacité théorique des services de réanimation répartis à travers le territoire national dans « des circonstances normales » est estimée à 400 lits, avec la possibilité d'augmenter ces capacités à 6 000 lits, en affirmant que l'Algérie dispose de 2 500 appareils de respiration artificielle, soit 2 699 lits de réanimation et 2 500 autres appareils anesthésiant et de respiration artificielle, en plus de 220 cliniques privées qui disposent chacune de 3 à 4 lits de réanimation, soit un total de 6 000 lits de réanimation.
Le ministre de la Santé dans son exposé lors du Conseil des ministres présidé par le chef de l'État le 22 mars 2020 a fait savoir que le secteur sanitaire en Algérie disposait au niveau national de 82 826 lits dont 2 500 lits consacrés à la prise en charge des malades au niveau de 64 services de maladies infectieuses, 247 services de la médecine interne, 79 services de pneumonie, 100 services de différentes spécialités et 24 services de réanimation qui disposent de 460 lits, en plus de 64 ambulances médicalisées et équipées d’appareils de respiration artificielle.

### Gestion des cas suspects ou confirmés

#### Définition des cas
Toute personne présentant des signes cliniques d'infection respiratoire aiguë basse quelle que soit sa gravité accompagnée d'une fièvre, sans autres étiologies identifiées pouvant expliquer la symptomatologie et ayant voyagé ou séjourné dans une région à haut risque de contamination dans les 14 jours précédant la date de début des signes cliniques, est soumise à un test de dépistage de Covid-19.
Ainsi que toute personne présentant une infection respiratoire aiguë quelle que soit sa gravité, dans les 14 jours suivant un contact étroit avec un cas confirmé de Covid-19, pendant que ce dernier était symptomatique ou être exposé ou avoir travaillé ou séjourné dans un service hospitalier dans lequel un cas d'infection a été confirmé.

#### Prise en charge
Les cas suspects ayant des co-morbidités ou des facteurs de risque de complications doivent être hospitalisés et isolés dans un établissement disposant d'un service ou d'une unité de réanimation, tandis que les cas sans facteurs de risque, sont hospitalisés et isolés au niveau d'un service de maladies infectieuses ou autres services dédiés.

Note no 9 du 18 mars relative à la gestion du cas suspect ou confirmé Covid-19 et des sujets contacts, ministère de la Santé
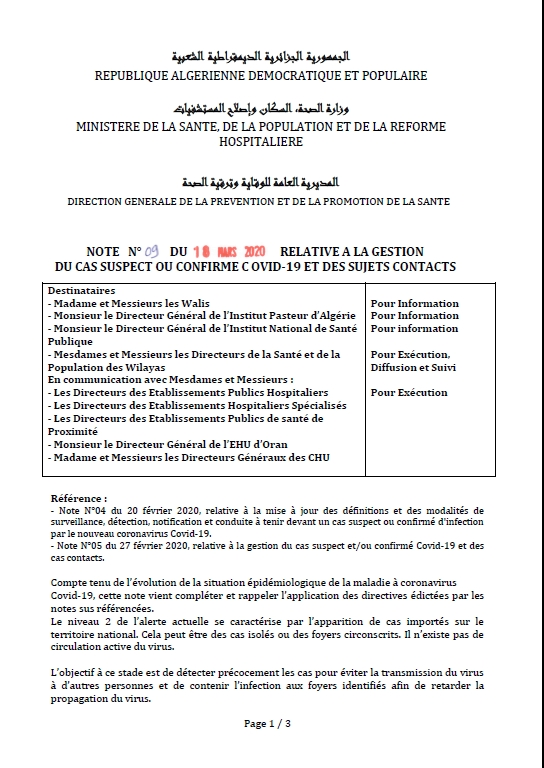
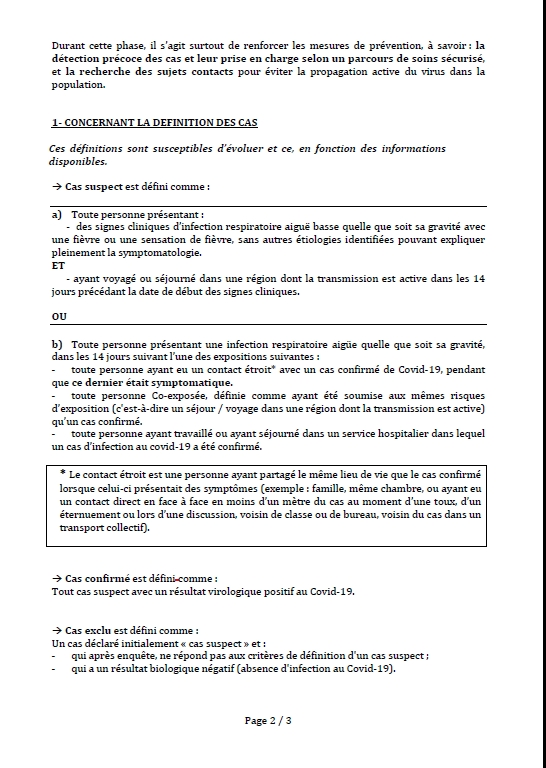
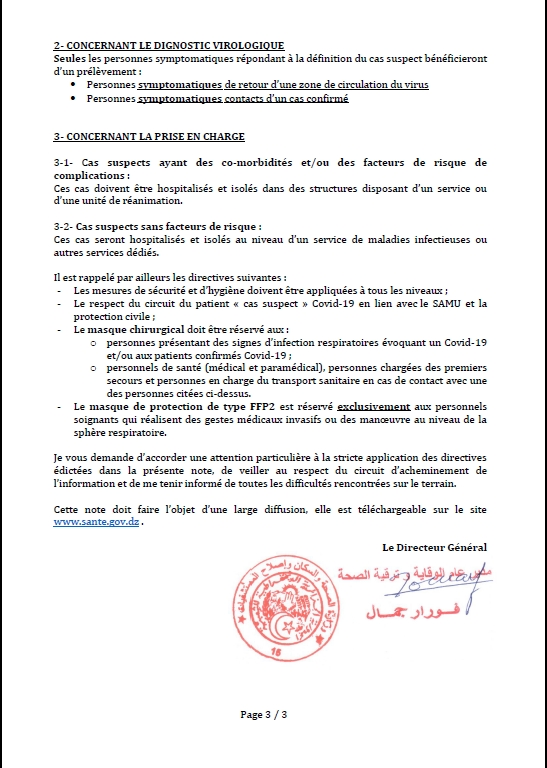

### Centres de dépistage
L'Algérie disposait d'un seul laboratoire de dépistage au début de l'épidémie, l'Institut Pasteur d'Algérie, pouvant effectuer jusqu'à 130 tests par jour.

Logo de l'Institut Pasteur.

Le 23 mars, un nouveau laboratoire de dépistage du Covid-19 relevant de l'Institut Pasteur d'Oran est ouvert afin de réduire la pression exercée sur celui d'Alger, le nouveau centre rendra les résultats des analyses en 3 ou 4 heures. Une troisième annexe de l'Institut Pasteur est entrée en service à Constantine le 25 mars, suivi d'une autre annexe à Ouargla le 29 mars.
Le 29 mars, l'Institut Pasteur d'Algérie, lance un appel aux laboratoires de biologie médicale à travers le territoire national, disposant de certains équipements et réactifs nécessaires au diagnostic du Covid-19, de participer aux opérations de dépistage, tout en assurant que ses équipes sont disposées à accompagner les laboratoires pour le démarrage de l'activité.
Le 30 mars, l'établissement hospitalier universitaire EHU d'Oran se dote de son propre laboratoire de diagnostic du nouveau Covid-19 pouvant effectuer deux tests en l’espèce d’une heure, l'Algérie dispose actuellement de cinq centres de dépistage, dont la capacité de dépistage est de 400 tests par jour.
Selon les déclarations du directeur général de l'Institut Pasteur d'Alger le 25 mars, le centre a analysé 2 500 échantillons suspectés porteurs du coronavirus depuis l'apparition de l'épidémie en Algérie ; les travaux scientifiques menés par l'institut ont prouvé que le virus qui sévit en Algérie est de la même souche que celui qui touche la France, ce qui accréditerait l'idée que le virus a été importé depuis ce pays.
Le 2 avril, lancement des analyses de dépistage du Covid19 au niveau de l'université Mouloud Mammeri de Tizi Ouzou ; suivie par la suite par les universités de Béjaïa, Médéa, Annaba, Tlemcen et Bab Ezzouar à Alger. Puis le 16 avril l'université Hassi Benbouali de Chlef met en service un centre de dépistage u niveau du laboratoire de biologie moléculaire, génomique et bioinformatique. Le 6 avril, le ministre de la Santé dévoile une nouvelle méthode de dépistage massif basé sur le dépistage par IRM et scanner[réf. souhaitée]. Le 9 avril, le CHU Mustapha Pacha d'Alger se dote d'un laboratoire PCR pour le dépistage des cas suspects. Le 11 avril, le CHU de Béni Messous se dote d'un service de dépistage rapide qui donne le résultat en dix minutes. Le 16 avril, un laboratoire privée agrée est mis en service à Batna. Le 22 avril, une annexe de l'institut Pasteur ouvre ses portes à l'hôpital de Thenia dans la wilaya de Boumerdes.
Le Centre de recherche en biotechnologie (CRBT) de Constantine a développé
un nouveau dispositif de test, basé sur le principe génétique CRIPR (Clustered Regularly Interspaced Short Palindromic Repeats) pouvant dépister la Covid-19 en une demi-heure[réf. souhaitée].

### Protocoles thérapeutiques

Nombre de cas (bleu) et nombre de morts (rouge) en échelle logarithmique. L'évolution est atypique dans la mesure où les deux lignes ne sont pas parallèles, dénotant un changement de régime important, qui peut être provoqué par un excès de décès ou une sous-estimation des cas avant avril, par rapport à ce qui est observé par la suite. La courbe brune représente le nombre de décès moins 370, valeur pour laquelle la tendance est parallèle au nombre de cas (ce qui signifie que le nombre de décès ainsi corrigé redevient proportionnel au nombre de cas).

#### Hydroxychloroquine
L'Algérie a adopté depuis le 23 mars un nouveau protocole de traitement contre la Covid-19 à savoir l'hydroxychloroquine, un antipaludéen d'usage courant dans le traitement des maladies rhumatismales et qui aurait montré des résultats préliminaires plutôt encourageants en Chine et en France. Selon le professeur Smail Mesbah membre du Comité scientifique, les tests seront réalisés sur les patients admis au niveau de l'hôpital de Blida, où sont concentrées les plus nombreuses personnes infectées par le SARS-CoV-2, et d'El Kettar, à Alger. L'Algérie dispose d'un stock suffisant : 110 000 unités de ce médicament sont déjà disponibles au niveau de la Pharmacie centrale des hôpitaux et 190 000 autres prévues à l'importation.
Le 30 mars, le comité scientifique autorise l'usage de la chloroquine pour les cas bénins confirmés de Covid-19.
Devant les objections de l'OMS vis-à-vis du traitement utilisé notamment en Algérie, le Dr Mekkat déclare à l'AFP, en mai 2020 : “L’Algérie refuse de s’engager dans ce genre de conflits et poursuivra l’utilisation de ce protocole pour les personnes diagnostiquées positives au virus” et assure “faire prévaloir l’intérêt général des citoyens”, d’autant plus que l’utilisation de la chloroquine “est un réel succès” et qu’elle “prouve son efficacité de jour en jour”.
En août 2020, le groupe pharmaceutique public Saidal lance ce mardi la production d'un premier lot d’hydroxychloroquine, de 25 mille à 30 mille boîtes.

#### Vaccins
Le 14 décembre 2020, Le Dr Mohamed Bekkat Berkani, membre du conseil scientifique chargé du suivi de l’épidémie de coronavirus en Algérie et président du Conseil national de l'Ordre des médecins, déclare :
"L’Algérie a opté pour la prudence. On acquerra le vaccin qui soit tout d’abord efficace et bien éprouvé avec un dossier solide et qui sera agréé par toutes les instances sanitaires internationales, en particulier l’Organisation mondiale de la santé (OMS) et sa plateforme COVAX dont l’Algérie est membre. Le vaccin devra être facile d’utilisation et adapté à notre système de vaccination qui existe déjà (polycliniques). On ne peut vraisemblablement pas opter pour des vaccins qui nécessitent une conservation dans des conditions très particulières (très basses températures). Le choix du vaccin obéit aussi au souci qu’il n’y ait pas d’effets secondaires à court ou à moyen terme".
Le 20 décembre 2020, le président de la République Abdelmadjid Tebboune demande au Premier ministre « de réunir en urgence le gouvernement pour choisir un vaccin et commencer la vaccination en janvier ». Le 30 décembre, le porte-parole du gouvernement annonce l'acquisition de doses du vaccin russe Spoutnik V et le 13 janvier 2021, le gouvernement annonce également la commande d'un vaccin chinois. La compagne de vaccination est lancée le 31 janvier 2021, par 80 000 doses de Spoutnik V.
L'Algérie reçoit, en fin janvier 2021, 50 000 doses de Spoutnik V, et de vaccin de AstraZeneca ; ainsi qu'un don de 200 000 doses par la Chine de vaccin Sinopharm à la fin de février 2021. En avril 2021, 364 800 doses d'AstraZeneca sont réceptionnées à Alger, un don du programme Covax.
Le 21 mai 2021, sont réceptionnées 758 400 doses du vaccin AstraZeneca du programme Covax puis, au cours du même mois, 170 000 doses du vaccin Spoutnik V.
L'Algérie va produire en septembre 2021 2,5 millions de doses de vaccins Sputnik V et Sinovac par mois, ce qui fera d'elle le premier producteur de vaccins contre la Covid-19 en Afrique. La production va débuter le 29 septembre 2021 au sein de l'usine Saidal à Constantine. Il est prévu de monter jusqu'à 5,3 millions de doses produites par mois en janvier 2022.

### Personnel de santé
Le personnel de santé, particulièrement exposé au risque de contamination, n'a cessé de revendiquer dans la presse écrite et sur les réseaux sociaux plus de moyens de protection ; plusieurs cas de contaminations et de décès ont été rapportées par la presse algérienne. Le président de la République a annoncé le 31 mars 2020 l'octroie d'une prime exceptionnelle à leur profit. En juillet, le personnel de santé, confronté aux difficultés de protection face à l'épidémie, à l'augmentation du nombre de cas, au manque de matériel médical, à la fatigue et aux agressions des familles de patients, se déclare épuisé,. À la suite des agressions menées contre le personnel soignant, puis à l'annonce du président de la République relative au durcissement des sanctions contre les faits d'agression verbale ou physique, plusieurs personnes sont condamnées ou arrêtées,,,,,,.
Au 20 août 2021, 470 décès et plus de 30 000 cas de contaminations parmi le personnel soignant ont été enregistrées.

### Aides internationales
Le 27 mars, la Chine envoie en Algérie une équipe médicale composée de 13 médecins et 8 infirmiers et une quantité de matériel sanitaire dont 500 000 masques chirurgicaux, 50 000 masques N95, 2 000 tenues de protection ainsi que des masques médicaux et respirateurs. Les équipements médicaux d’une valeur de 450 000 dollars ont été donnés par le géant du BTP China State Construction. La Chine a également proposé de construire un hôpital en Algérie, d'après la presse locale.
Le 31 mars, le président de la République annonce que la Banque mondiale et le Fonds monétaire international ont proposé une aide financière sans intérêt de 130 millions de dollars afin d'aider l'Algérie pour faire face à la propagation du coronavirus.

## Responsabilités dans l'évolution de l'épidémie
Le 28 juin 2020, devant la recrudescence des contaminations, le président de la République ordonne le maintien de la fermeture des frontières « jusqu'à ce que Dieu nous libère de ce fléau ».
Cependant, le 30 juin 2020, devant l'évolution du nombre de cas de contaminations, le premier ministre Abdelaziz Djerad pointe la responsabilité de ceux qui ne respectent pas les mesures sanitaires et qui sont « responsables et coupables dans la mort des centaines de personnes à cause de cette pandémie ». Il accuse, sans être plus précis, des forces occultes d'agir en sous-main en déclarant qu'« Il y a des gens qui, pour des objectifs politiques, incitent les citoyens à sortir sans masques, pour semer le chaos et propager l’épidémie », en affirmant que ces gens « ne résident même pas avec nous en Algérie ».
Le 13 juillet 2020, le premier ministre dénonce et accuse ceux qui exploitent la crise sanitaire « pour des fins politiques et pour créer la fitna en Algérie ».

## Polémiques

### Polémique autour d’un vol en provenance de Chine
La compagnie nationale Air Algérie, après avoir suspendu tous ses vols depuis et vers la Chine à compter du 3 février à titre de mesure préventive contre la propagation du Covid-19, effectue un vol entre Pékin et Alger le 2 mars.

### Ressortissants algériens bloqués en Turquie
Le 17 mars, l'Algérie a décidé la fermeture totale de son espace aérien. De ce fait un certain nombre d'Algériens se sont retrouvés bloqués dans différents aéroports, poussant les autorités à organiser des opérations de rapatriement via des vols spéciaux de la compagnie aérienne nationale Air Algérie. Cependant plus de 1 000 Algériens sont restés coincés plus d’une semaine en Turquie à l'Aéroport d'Istanbul.
Le ministère s'est expliqué dans un communiqué publié le 26 mars, indiquant que le problème qui retardait l'opération de rapatriement concernait la confirmation de l’identification des personnes bloquées. Celles-ci seront placées en confinement dans une résidence universitaire à Istanbul le jour même.

### Controverse autour des aides chinoises
Le 27 mars, la Chine envoie en Algérie une équipe médicale et une quantité de matériel médical. L'opacité qui a entouré la gestion de ces aides médicales chinoises a suscité une forte controverse en Algérie.
À la suite de critiques émises par un invité sur la chaine de télévision France 24, le ministre algérien des Affaires étrangères, Sabri Boukadoum, convoque l'ambassadeur de France à Alger pour lui exprimer les vives protestations de l'Algérie à la suite de ces propos qu'il qualifie de mensongers, haineux et diffamatoires. Le ministère algérien des Affaires étrangères indique également dans un communiqué que des poursuites judiciaires seront engagées contre ladite chaîne et l'individu auteur des propos calomnieux à l'égard de l'Algérie.
Le même jour, la France a réagi via la porte-parole du ministère de l'Europe et des Affaires étrangères, à la convocation de son représentant en Algérie, indiquant que l'ambassadeur a rappelé que l'ensemble des organes de presse jouissent d'une totale indépendance rédactionnelle en France, protégée par la loi.

### Janvier 2021: Confusion sur la date de début de vaccination
Alors que des membres du comité scientifique de suivi du coronavirus déclarent envisager le début de la vaccination de la population à partir du mois de janvier 2021, le ministre de la Santé Abderrahmane Benbouzid souligne le 2 décembre que la distribution du vaccin anti coronavirus en janvier n’était qu’une « rumeur ». Néanmoins, le 4 décembre 2020, le président de l’Agence nationale de sécurité sanitaire, le professeur Kamel Senhadji, annonce que « si tout se passe comme prévu, l’opération de vaccination contre le covid-19 débutera en Algérie dans un mois », soit début janvier 2021. Il revient sur ses propos le lendemain, précisant qu'il « faudrait peut-être attendre jusqu’à six mois pour espérer voir le vaccin anti-covid arriver en Algérie »,.

## Statistiques du début de la pandémie
Graphiques établis à partir des données recueillies depuis les communiqués de presse et les suivis quotidiens publiés par le ministère de la Santé, de la Population et de la Réforme hospitalière.
Au 20 mars 2020, l'Algérie détenait le taux de mortalité par le Coronavirus le plus élevé au monde avec près de 12 %.
Au 23 mars, 90 % des cas confirmés en Algérie ont été importés depuis l'Europe, principalement de la France et l'Espagne.
Au 26 mars, l'Algérie est le 64e pays le plus touché au monde en nombre de cas et 28e pays le plus touché au monde en nombre de décès.
| Cas confirmés | 0 | |
| Pour des raisons techniques, il est temporairement impossible d'afficher le graphique qui aurait dû être présenté ici. |   | Pour des raisons techniques, il est temporairement impossible d'afficher le graphique qui aurait dû être présenté ici. |
| 0 |   | |
| Décès |   | |
| Pour des raisons techniques, il est temporairement impossible d'afficher le graphique qui aurait dû être présenté ici. |   | Pour des raisons techniques, il est temporairement impossible d'afficher le graphique qui aurait dû être présenté ici. |

Pour des raisons techniques, il est temporairement impossible d'afficher le graphique qui aurait dû être présenté ici.

Diagramme représentant le nombre des cas confirmés par Wilaya/Région et leurs pourcentages au 23 juillet 2020

### Cas de décès par tranche d'âge
Selon les données publiées par l'Institut Pasteur le 21 mars, l'âge moyen des 15 personnes décédées testées positives au Covid-19 en Algérie est de 64 ans. Le lendemain, le nombre des décès est passé à 17 personnes, la moyenne d'âge est de 67 ans. Les personnes décédées souffraient toutes de maladies chroniques.

Le 26 mars 2020, on compte en Algérie 25 décès, cela représente 6,81 décès pour cent cas. À titre de comparaison, cette valeur est de 4,02 en Chine, 10,19 en Italie et 5,73 en France.
Pour des raisons techniques, il est temporairement impossible d'afficher le graphique qui aurait dû être présenté ici.

Graphique représentant les cas de décès par tranche d'âge au 02 avril 2020

#### Personnalités mortes de la Covid-19 en Algérie
- Mohamed Kouradji, arbitre de football, mort le 9 juillet 2020[321] à 68 ans.
- Moussa Benhamadi, chercheur et homme politique membre du FLN, mort le 17 juillet 2020[322] à 67 ans.
- Hamdi Benani, chanteur et musicien de malouf algérien, mort le 21 septembre 2020[323] à 77 ans.
- Lakhdar Bouregaa, militant indépendantiste et militant du hirak, mort le 4 novembre 2020 à 87 ans[324].
- Abderrahmane Benkhalfa ancien ministre des Finances de l'Algérie du 14 mai 2015 au 11 juin 2016, mort le 23 avril 2021 à 71 ans[325].
- Slimane Bekhlili, journaliste et directeur général de la chaîne de télévision El-Badil, connu du grand public grâce à son émission "Khatem Souleymane". Mort à 58 ans le 2 juillet 2021[326].
- Mohamed Mansouri, Directeur général de l'EHU d'Oran, mort le 26 juillet 2021.

### Évolution du nombre de cas par pays
Les courbes commencent à partir du jour où le pays a enregistré le premier cas de Covid-19. Elles montrent que l'Algérie se situe largement en dessous des chiffres de la Suisse, la Norvège et des Pays-Bas au 25 mars 2020.
Le 26 mars 2020, on compte en Algérie 367 cas confirmés, ce qui représente 1,07 cas pour 100 000 habitants, contre 5,91 cas en Chine et 44,16 cas en France.
D'après le directeur de l'Institut Pasteur d'Algérie, Fawzi Derrar, le nombre de cas enregistré en Algérie jusqu'au 25 mars (302 cas) reste faible et insignifiant, par rapport à la propagation du coronavirus dans le monde. Pour sa part, le virologue marocain Mustapha Naji a indiqué que la hausse du nombre de contaminations au Covid-19 enregistrée au Maghreb, est « tout à fait normale », tout en faisant savoir que « le bilan continuera de grimper avant de se stabiliser et, enfin, baisser si les citoyens respectent l’état d'urgence sanitaire ».
Quant au virologue, Dr Hakim Djaballah, directeur de l'Institut Pasteur de la Corée du Sud, il estime qu'en prenant en compte l'évolution rapide de la situation liée à la propagation du Covid-19 (847 cas au 1er avril), l'Algérie pourrait atteindre 20 000 à 30 000 cas au 15 avril.

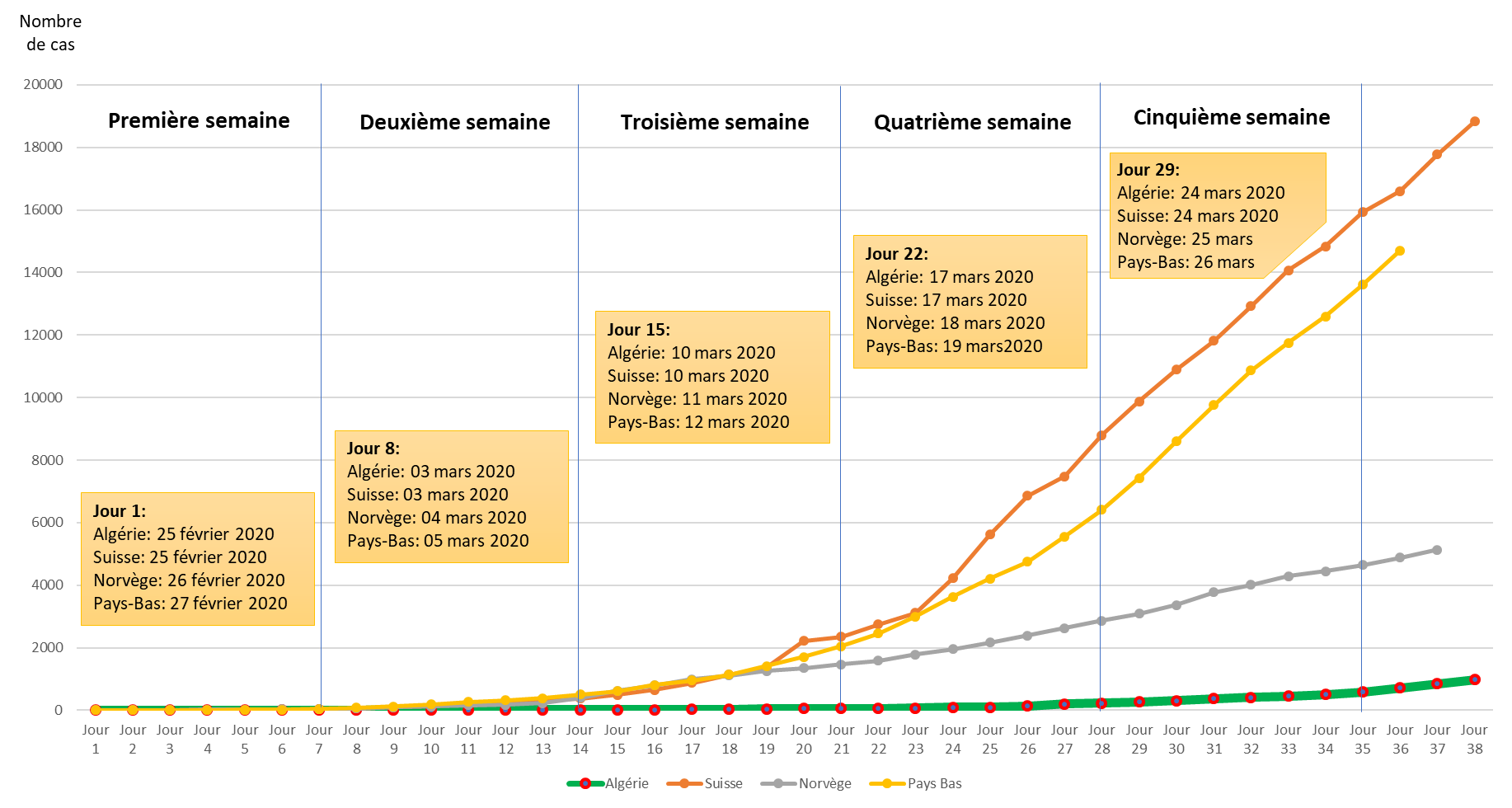
L'évolution du nombre de cas de Covid-19 en Algérie, en Suisse, en Norvège et aux Pays-Bas.
Source des données: Algérie, Suisse, Norvège, Pays-Bas

### Distribution par sexe de cas confirmés

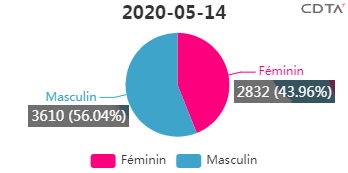
Diagramme représentant la distribution des cas confirmés par sexe au 14 mai 2020,,.

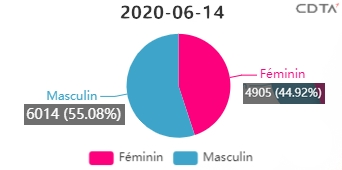
Diagramme représentant la distribution des cas confirmés par sexe au 14 juin 2020,,.

Les données épidémiologiques provenant de Chine et d'Italie montrent que la Covid-19 touche plus les hommes que les femmes, cela s'explique par plusieurs facteurs liés au mode de vie et d'ordre biologique.
Ce graphique dévoile le nombre de personnes infectées par la Covid-19 en Algérie au 25 mars 2020, selon le sexe. Ainsi, sur un total de 302 cas répertoriés en Algérie, 157 étaient des hommes (soit 51,9 %) et 145 des femmes (soit 48,1 %).
À titre de comparaison, en France, au même stade d'avancement de l'épidémie, le 2 mars 2020, les cas confirmés de sexe masculin représentaient 55,6 % (99 personnes) tandis que ceux du sexe féminin représentaient 44,4 % (79 personnes).
Pour des raisons techniques, il est temporairement impossible d'afficher le graphique qui aurait dû être présenté ici.

Diagramme représentant la distribution des cas confirmés par sexe au 2 avril 2020.